# Torneo del Interior 2011
El Torneo del Interior 2011, conocido también como Torneo Argentino C 2011, fue la séptima edición de este torneo, quinta división organizado por el Consejo Federal.
La clasificación al mismo la otorga la obtención del campeonato en alguna de las innumerables ligas regionales de fútbol en Argentina. En algunos casos la realización de una buena campaña en dichas ligas otorga tal derecho, ya que muchos clubes campeones deciden ceder su plaza por cuestiones económicas.
En ligas de poca jerarquía o de ciudades pequeñas es común que otros clubes cedan sus jugadores a aquel que recibió la plaza y, generalmente, realizó la inversión económica necesaria. Se forma así un equipo que es informalmente considerado representativo de la ciudad, pudiendo incluso jugar con uniforme propio y recibiendo el apoyo de todas las hinchadas.
Otorgó tres ascensos directos al Torneo Argentino B 2011-2012 y tres promociones.

## Formato
Formaron parte 319 equipos divididos en 84 zonas: 67 de 4 equipos y 24 de 3. La primera ronda en cada zona, se disputó todos contra todos a dos ruedas. Clasificaron a la segunda fase los dos primeros de las 84 zonas, más los 24 mejores terceros de las 67 zonas compuestas por cuatro equipos, clasificando 192 equipos. A partir de allí se eliminaron en forma directa en partidos de ida y vuelta, hasta definir los 3 ascensos. Los primeros partidos por fase de grupos se disputaron el 21 de enero de 2011, mientras que el 26 de junio de 2011 se disputó el último partido por promociones de ascenso con el Torneo Argentino B.

## Equipos participantes
| Zona    | Club                                                                | Localidad                           | Provincia           | Liga de origen                                   |
| ------- | ------------------------------------------------------------------- | ----------------------------------- | ------------------- | ------------------------------------------------ |
| Zona 1  | Club Sportivo Estudiantes                                           | San Luis                            | San Luis            | Liga Sanluiseña de Fútbol                        |
| Zona 1  | Club Alianza Futbolística                                           | Villa Mercedes                      | San Luis            | Liga de Fútbol de Villa Mercedes                 |
| Zona 1  | Club Jorge Newbery                                                  | Villa Mercedes                      | San Luis            | Liga de Fútbol de Villa Mercedes                 |
| Zona 1  | Club Atlético Pringles Justo Daract                                 | Justo Daract                        | San Luis            | Liga de Fútbol de Villa Mercedes                 |
|         |                                                                     |                                     |                     |                                                  |
| Zona 2  | Club Sportivo Peñarol                                               | Chimbas                             | San Juan            | Liga Sanjuanina de fútbol                        |
| Zona 2  | Club Atlético Marquesado                                            | Rivadavia                           | San Juan            | Liga Sanjuanina de fútbol                        |
| Zona 2  | Club Atlético Colón Junior                                          | San Juan de la Frontera             | San Juan            | Liga Sanjuanina de fútbol                        |
|         |                                                                     |                                     |                     |                                                  |
| Zona 3  | Centro Deportivo Rivadavia                                          | Rivadavia                           | Mendoza             | Liga Mendocina de fútbol                         |
| Zona 3  | Gutiérrez Sport Club                                                | General Gutiérrez                   | Mendoza             | Liga Mendocina de fútbol                         |
| Zona 3  | Club Atlético Argentino                                             | San José                            | Mendoza             | Liga Mendocina de fútbol                         |
| Zona 3  | Club Leonardo Murialdo                                              | Villa Nueva                         | Mendoza             | Liga Mendocina de fútbol                         |
|         |                                                                     |                                     |                     |                                                  |
| Zona 4  | Club Atlético Palmira                                               | Palmira                             | Mendoza             | Liga Mendocina de fútbol                         |
| Zona 4  | Club Atlético Huracán Las Heras                                     | Las Heras                           | Mendoza             | Liga Mendocina de fútbol                         |
| Zona 4  | Andes Talleres Sport Club                                           | Godoy Cruz                          | Mendoza             | Liga Mendocina de fútbol                         |
| Zona 4  | Luján Sport Club                                                    | Luján de Cuyo                       | Mendoza             | Liga Mendocina de fútbol                         |
|         |                                                                     |                                     |                     |                                                  |
| Zona 5  | Sport Club Pacífico                                                 | General Alvear                      | Mendoza             | Liga Alvearense de Fútbol                        |
| Zona 5  | Club Huracán                                                        | San Rafael                          | Mendoza             | Liga Sanrafaelina de Fútbol                      |
| Zona 5  | Club Deportivo Marlagüe                                             | Malargüe                            | Mendoza             | Liga Sanrafaelina de Fútbol                      |
|         |                                                                     |                                     |                     |                                                  |
| Zona 6  | Club Social y Deportivo Montecaseros                                | Montecaseros                        | Mendoza             | Liga Rivadaviense de fútbol                      |
| Zona 6  | Club Social, Deportivo y Cultural Tres Porteñas                     | Tres Porteñas                       | Mendoza             | Liga Rivadaviense de fútbol                      |
| Zona 6  | Sport Club San Carlos                                               | Villa San Carlos                    | Mendoza             | Liga Sancarlina de Fútbol                        |
| Zona 6  | Club Atlético, Deportivo y Social La Celia                          | Eugenio Bustos                      | Mendoza             | Liga Sancarlina de Fútbol                        |
|         |                                                                     |                                     |                     |                                                  |
| Zona 7  | Club Social y Deportivo Unión                                       | Vista Flores                        | Mendoza             | Liga de fútbol de Tunuyán                        |
| Zona 7  | Tunuyán Sport Club                                                  | Tunuyán                             | Mendoza             | Liga de fútbol de Tunuyán                        |
| Zona 7  | Club Social y Deportivo Antonio Iriarte El Zampal                   | Tupungato                           | Mendoza             | Liga Tupungatina de fútbol                       |
| Zona 7  | Club Social y Deportivo Tupungato                                   | Tupungato                           | Mendoza             | Liga Tupungatina de fútbol                       |
|         |                                                                     |                                     |                     |                                                  |
| Zona 8  | Club Atlético Las Palmas                                            | Córdoba de la Nueva Andalucía       | Córdoba             | Liga Cordobesa de Fútbol                         |
| Zona 8  | Club Unión San Vicente                                              | Córdoba de la Nueva Andalucía       | Córdoba             | Liga Cordobesa de Fútbol                         |
| Zona 8  | Alianza Coronel Moldes                                              | Coronel Moldes                      | Córdoba             | Liga Regional de Fútbol de Río Cuarto            |
| Zona 8  | Club Social y Deportivo Colón                                       | Colonia Caroya                      | Córdoba             | Liga Regional Colón                              |
|         |                                                                     |                                     |                     |                                                  |
| Zona 9  | Club Sportivo 9 de Julio                                            | Río Tercero                         | Córdoba             | Liga Regional Riotercerense de Fútbol            |
| Zona 9  | Asociación Española Jorge Ross                                      | La Carlota                          | Córdoba             | Liga Regional de Fútbol de Canals                |
| Zona 9  | Ateneo Vecinos Barrio Argentino                                     | General Cabrera                     | Córdoba             | Liga Regional de Fútbol de Río Cuarto            |
| Zona 9  | Club Atlético San Lorenzo                                           | Córdoba de la Nueva Andalucía       | Córdoba             | Liga Cordobesa de Fútbol                         |
|         |                                                                     |                                     |                     |                                                  |
| Zona 10 | Club Atlético Biblioteca y Mutual Argentino                         | Marcos Juárez                       | Córdoba             | Liga Bellvillense de Fútbol                      |
| Zona 10 | Club Atlético Aeronáutico Sarmiento                                 | Leones                              | Córdoba             | Liga Bellvillense de Fútbol                      |
| Zona 10 | Colonia Marina Fútbol Club                                          | Colonia Marina                      | Córdoba             | Liga Regional de Fútbol San Francisco            |
|         |                                                                     |                                     |                     |                                                  |
| Zona 11 | Club Atlético Vélez Sarsfield                                       | La Dársena                          | Santiago del Estero | Liga Santiagueña de Fútbol                       |
| Zona 11 | Club Sportivo Fernández                                             | Fernández                           | Santiago del Estero | Liga Santiagueña de Fútbol                       |
| Zona 11 | Club Atlético Mitre                                                 | Santiago del Estero                 | Santiago del Estero | Liga Santiagueña de Fútbol                       |
| Zona 11 | Club Atlético Unión Santiago                                        | Santiago del Estero                 | Santiago del Estero | Liga Santiagueña de Fútbol                       |
|         |                                                                     |                                     |                     |                                                  |
| Zona 12 | Club Atlético Clodomira                                             | Clodomira                           | Santiago del Estero | Liga Santiagueña de Fútbol                       |
| Zona 12 | Club Atlético Güemes                                                | Santiago del Estero                 | Santiago del Estero | Liga Santiagueña de Fútbol                       |
| Zona 12 | Club Sportivo Tintina                                               | Tintina                             | Santiago del Estero | Liga Añatuyense de fútbol                        |
| Zona 12 | Club Sportivo Dora                                                  | Colonia Dora                        | Santiago del Estero | Liga Añatuyense de fútbol                        |
|         |                                                                     |                                     |                     |                                                  |
| Zona 13 | Club Deportivo Villa Paulina                                        | Frías                               | Santiago del Estero | Liga Cultural de Fútbol de Frías                 |
| Zona 13 | Club Atlético Frías                                                 | Frías                               | Santiago del Estero | Liga Cultural de Fútbol de Frías                 |
| Zona 13 | Club Atlético Estudiantes                                           | Santiago del Estero                 | Santiago del Estero | Liga Santiagueña de Fútbol                       |
|         |                                                                     |                                     |                     |                                                  |
| Zona 14 | Club Atlético Los Dorados                                           | Termas de Río Hondo                 | Santiago del Estero | Liga Termense de fútbol                          |
| Zona 14 | Club Atlético Veinticinco de Mayo                                   | Termas de Río Hondo                 | Santiago del Estero | Liga Termense de fútbol                          |
| Zona 14 | Club Social y Deportivo La Florida                                  | La Florida                          | Tucumán             | Liga Tucumana de Fútbol                          |
|         |                                                                     |                                     |                     |                                                  |
| Zona 15 | Club Atlético Amalia                                                | San Miguel de Tucumán               | Tucumán             | Liga Tucumana de Fútbol                          |
| Zona 15 | Club Social y Deportivo San Jorge                                   | San Miguel de Tucumán               | Tucumán             | Liga Tucumana de Fútbol                          |
| Zona 15 | Club Atlético Jorge Newbery                                         | Aguilares                           | Tucumán             | Liga Tucumana de Fútbol                          |
| Zona 15 | Club Social y Deportivo San Ramón                                   | Villa Quinteros                     | Tucumán             | Liga Tucumana de Fútbol                          |
|         |                                                                     |                                     |                     |                                                  |
| Zona 16 | Club Atlético Américo Tesorieri                                     | La Rioja                            | La Rioja            | Liga Riojana de Fútbol                           |
| Zona 16 | Andino Sport Club                                                   | La Rioja                            | La Rioja            | Liga Riojana de Fútbol                           |
| Zona 16 | Club Defensores de la Boca                                          | La Rioja                            | La Rioja            | Liga Riojana de Fútbol                           |
| Zona 16 | Club Atlético Independiente                                         | La Rioja                            | La Rioja            | Liga Chileciteña de Fútbol                       |
|         |                                                                     |                                     |                     |                                                  |
| Zona 17 | Club Atlético Anguinán                                              | Anguinán                            | La Rioja            | Liga Chileciteña de Fútbol                       |
| Zona 17 | Club Defensores de la Plata                                         | Chilecito                           | La Rioja            | Liga Chileciteña de Fútbol                       |
| Zona 17 | Club Atlético San Buenaventura                                      | Vichigasta                          | La Rioja            | Liga Chileciteña de Fútbol                       |
| Zona 17 | Club Atlético Unión                                                 | Malligasta                          | La Rioja            | Liga Chileciteña de Fútbol                       |
|         |                                                                     |                                     |                     |                                                  |
| Zona 18 | Club Atlético Independiente                                         | San Antonio                         | Catamarca           | Liga Chacarera de Fútbol                         |
| Zona 18 | Club Deportivo Sumalao                                              | Sumalao                             | Catamarca           | Liga Chacarera de Fútbol                         |
| Zona 18 | Club Atlético San Lorenzo de Alem                                   | San Fernando del Valle de Catamarca | Catamarca           | Liga Catamarqueña de fútbol                      |
| Zona 18 | Club Sportivo Villa Cubas                                           | San Fernando del Valle de Catamarca | Catamarca           | Liga Catamarqueña de fútbol                      |
|         |                                                                     |                                     |                     |                                                  |
| Zona 19 | Club Atlético Progreso                                              | Tinogasta                           | Catamarca           | Liga Tinogasteña de Fútbol                       |
| Zona 19 | Club Tiro Federal Argentino                                         | Belén                               | Catamarca           | Liga Belenista de Fútbol                         |
| Zona 19 | Club Tiro Federal y Gimnasia                                        | Andalgalá                           | Catamarca           | Liga Andalgalense de Fútbol                      |
| Zona 19 | Club Unión Aconquija                                                | Aconquija                           | Catamarca           | Liga Andalgalense de Fútbol                      |
|         |                                                                     |                                     |                     |                                                  |
| Zona 20 | Club Social y Deportivo Coronel Cornejo                             | Coronel Cornejo                     | Salta               | Liga Departamental de Fútbol General San Martín  |
| Zona 20 | Club Atlético General Belgrano                                      | General Mosconi                     | Salta               | Liga Departamental de Fútbol General San Martín  |
| Zona 20 | Club Deportivo Unión Madereros                                      | General Mosconi                     | Salta               | Liga Departamental de Fútbol General San Martín  |
| Zona 20 | Club Atlético Independiente                                         | Tartagal                            | Salta               | Liga Departamental de Fútbol General San Martín  |
|         |                                                                     |                                     |                     |                                                  |
| Zona 21 | Club Sportivo Estrella                                              | Taco Pozo                           | Chaco               | Liga Anteña de Fútbol                            |
| Zona 21 | Club Social y Deportivo El Quebrachal                               | El Quebrachal                       | Salta               | Liga Anteña de Fútbol                            |
| Zona 21 | Club Deportivo General Belgrano                                     | Nuestra Señora de Talavera          | Salta               | Liga Anteña de Fútbol                            |
|         |                                                                     |                                     |                     |                                                  |
| Zona 22 | Club Atlético Las Malvinas                                          | Apolinario Saravia                  | Salta               | Liga Anteña de Fútbol                            |
| Zona 22 | Club Social y Deportivo Río Dorado                                  | Apolinario Saravia                  | Salta               | Liga Anteña de Fútbol                            |
| Zona 22 | Club Deportivo Social y Cultural San Antonio                        | Las Lajitas                         | Salta               | Liga Anteña de Fútbol                            |
|         |                                                                     |                                     |                     |                                                  |
| Zona 23 | Club Atlético River Plate                                           | Embarcación                         | Salta               | Liga Regional de Fútbol del Bermejo              |
| Zona 23 | Club Atlético Independiente                                         | Hipólito Yrigoyen                   | Salta               | Liga Regional de Fútbol del Bermejo              |
| Zona 23 | Club Deportivo Tabacal                                              | El Tabacal                          | Salta               | Liga Regional de Fútbol del Bermejo              |
| Zona 23 | Club Social y Deportivo Aviación                                    | San Ramón de la Nueva Orán          | Salta               | Liga Regional de Fútbol del Bermejo              |
|         |                                                                     |                                     |                     |                                                  |
| Zona 24 | Club Atlético Peñarol                                               | Salta                               | Salta               | Liga Salteña de fútbol                           |
| Zona 24 | Club Social y Deportivo Atlas                                       | Salta                               | Salta               | Liga Salteña de fútbol                           |
| Zona 24 | Club Atlético Mitre                                                 | Salta                               | Salta               | Liga Salteña de fútbol                           |
| Zona 24 | Club Social y Deportivo General San Martín                          | Salta                               | Salta               | Liga Salteña de fútbol                           |
|         |                                                                     |                                     |                     |                                                  |
| Zona 25 | Club Atlético Pellegrini                                            | Salta                               | Salta               | Liga Salteña de fútbol                           |
| Zona 25 | Club Deportivo, Social y Culturual San Antonio                      | Campo Santo                         | Salta               | Liga Güemense de Fútbol                          |
| Zona 25 | Club Atlético Unión Güemes                                          | General Güemes                      | Salta               | Liga Güemense de Fútbol                          |
| Zona 25 | Club Atlético Redes de la Patria                                    | El Bordo                            | Salta               | Liga Güemense de Fútbol                          |
|         |                                                                     |                                     |                     |                                                  |
| Zona 26 | Club Sportivo Animaná                                               | Animaná                             | Salta               | Liga Calchaquí de Fútbol                         |
| Zona 26 | Club Deportivo Social FONAVI                                        | Cafayate                            | Salta               | Liga Calchaquí de Fútbol                         |
| Zona 26 | Club Deportivo y Social Tránsito Chacabuco                          | Cafayate                            | Salta               | Liga Calchaquí de Fútbol                         |
| Zona 26 | Club Deportivo y Social Libertad                                    | San Carlos                          | Salta               | Liga Calchaquí de Fútbol                         |
|         |                                                                     |                                     |                     |                                                  |
| Zona 27 | Club Atlético Cerrillos                                             | Cerrillos                           | Salta               | Liga de Fútbol del Valle de Lerma                |
| Zona 27 | Club Deportivo La Merced                                            | La Merced                           | Salta               | Liga de Fútbol del Valle de Lerma                |
| Zona 27 | Club Sportivo El Carril                                             | El Carril                           | Salta               | Liga de Fútbol del Valle de Lerma                |
| Zona 27 | Club Atlético Nobleza                                               | El Carril                           | Salta               | Liga de Fútbol del Valle de Lerma                |
|         |                                                                     |                                     |                     |                                                  |
| Zona 28 | Club Sportivo Ferrocarril General Belgrano                          | Rosario de la Frontera              | Salta               | Liga de Fútbol de Rosario de la Frontera         |
| Zona 28 | Club Social Cultural Atlético Progreso                              | Rosario de la Frontera              | Salta               | Liga de Fútbol de Rosario de la Frontera         |
| Zona 28 | Centro Vecinal Marco Avellaneda                                     | San José de Metán                   | Salta               | Liga Metanense de Fútbol                         |
| Zona 28 | Club Sportivo San José                                              | San José de Metán                   | Salta               | Liga Metanense de Fútbol                         |
|         |                                                                     |                                     |                     |                                                  |
| Zona 29 | Club Atlético General Lavalle                                       | San Salvador de Jujuy               | Jujuy               | Liga Jujeña de Fútbol                            |
| Zona 29 | Club Sportivo Libertad                                              | La Quiaca                           | Jujuy               | Liga Puneña de Fútbol                            |
| Zona 29 | Club Sportivo Rivadavia                                             | El Carmen                           | Jujuy               | Liga Departamental del Fútbol de El Carmen       |
| Zona 29 | Club Unión Calilegua                                                | Calilegua                           | Jujuy               | Liga Regional Jujeña de Fútbol                   |
|         |                                                                     |                                     |                     |                                                  |
| Zona 30 | Club Atlético El Carmen                                             | El Carmen                           | Jujuy               | Liga Departamental del Fútbol de El Carmen       |
| Zona 30 | Club Atlético San Pedro                                             | San Pedro de Jujuy                  | Jujuy               | Liga del Ramal Jujeña de Fútbol                  |
| Zona 30 | Club Sociedad de Tiro y Gimnasia                                    | San Pedro de Jujuy                  | Jujuy               | Liga del Ramal Jujeña de Fútbol                  |
|         |                                                                     |                                     |                     |                                                  |
| Zona 31 | Club Atlético General Lavalle                                       | La Quiaca                           | Jujuy               | Liga Puneña de Fútbol                            |
| Zona 31 | Club Atlético Gorriti                                               | San Salvador de Jujuy               | Jujuy               | Liga Jujeña de Fútbol                            |
| Zona 31 | Club Atlético Monterrico San Vicente                                | Monterrico                          | Jujuy               | Liga Departamental del Fútbol de El Carmen       |
| Zona 31 | Asociación Tiro y Deportes Río Grande                               | La Mendieta                         | Jujuy               | Liga del Ramal Jujeña de Fútbol                  |
|         |                                                                     |                                     |                     |                                                  |
| Zona 32 | Club Sportivo General San Martín                                    | Formosa                             | Formosa             | Liga Formoseña de Fútbol                         |
| Zona 32 | Club Atlético Juventud                                              | Laguna Naick Neck                   | Formosa             | Liga de Fútbol de Laguna Blanca                  |
| Zona 32 | Club Atlético Laguna Blanca                                         | Laguna Blanca                       | Formosa             | Liga de Fútbol de Laguna Blanca                  |
| Zona 32 | Club Sportivo San Luis                                              | Clorinda                            | Formosa             | Liga Clorindense de Fútbol                       |
|         |                                                                     |                                     |                     |                                                  |
| Zona 33 | Club Atlético Defensores de Formosa                                 | Formosa                             | Formosa             | Liga Formoseña de Fútbol                         |
| Zona 33 | Club Social y Deportivo Luis Jorge Fontana                          | Formosa                             | Formosa             | Liga Formoseña de Fútbol                         |
| Zona 33 | Club Social y Deportivo 8 de Diciembre                              | Laguna Blanca                       | Formosa             | Liga de Fútbol de Laguna Blanca                  |
| Zona 33 | Club Social y Deportivo Tablita                                     | Pirané                              | Formosa             | Liga Piranense de Fútbol                         |
|         |                                                                     |                                     |                     |                                                  |
| Zona 34 | Club Atlético Ibarreta                                              | Ibarreta                            | Formosa             | Liga de Fútbol del Centro                        |
| Zona 34 | Club Social y Deportivo Municipal                                   | Presidencia Roca                    | Chaco               | Liga de Fútbol del Norte                         |
| Zona 34 | Club Atlético, Recreativo y Cultural Toba                           | General José de San Martín          | Chaco               | Liga de Fútbol del Norte                         |
| Zona 34 | Club Atlético San Lorenzo                                           | Presidencia Roque Sáenz Peña        | Chaco               | Liga Saenzpeñense de Fútbol                      |
|         |                                                                     |                                     |                     |                                                  |
| Zona 35 | Club Sportivo Ferroviario                                           | Corrientes                          | Corrientes          | Liga Correntina de Fútbol                        |
| Zona 35 | Club Atlético América                                               | General José de San Martín          | Chaco               | Liga de Fútbol del Norte                         |
| Zona 35 | Don Orione Atletic Club                                             | Barranqueras                        | Chaco               | Liga Chaqueña de Fútbol                          |
| Zona 35 | Club Social y Deportivo Las Garcitas                                | Las Garcitas                        | Chaco               | Liga Regional de Fútbol                          |
|         |                                                                     |                                     |                     |                                                  |
| Zona 36 | Club Atlético Colonia Brandsen                                      | Presidencia de la Plaza             | Chaco               | Liga Regional de Fútbol                          |
| Zona 36 | Club Social y Deportivo El Fortín                                   | Machagai                            | Chaco               | Liga Regional de Fútbol                          |
| Zona 36 | Club Atlético Resistencia Central                                   | Ciudad de Resistencia               | Chaco               | Liga Chaqueña de Fútbol                          |
| Zona 36 | Club Atlético Vélez Sarsfield Libertad                              | Ciudad de Resistencia               | Chaco               | Liga Chaqueña de Fútbol                          |
|         |                                                                     |                                     |                     |                                                  |
| Zona 37 | Club Atlético Centro Avia Terai                                     | Avia Terai                          | Chaco               | Liga Saenzpeñense de fútbol                      |
| Zona 37 | Club Comercio Deportivo, Social y Cultural                          | Presidencia de la Plaza             | Chaco               | Liga Regional de Fútbol                          |
| Zona 37 | Club Deportivo Municipales                                          | Colonia Elisa                       | Chaco               | Liga Regional de Fútbol                          |
| Zona 37 | Club Atlético Sarmiento                                             | Ciudad de Resistencia               | Chaco               | Liga Chaqueña de Fútbol                          |
|         |                                                                     |                                     |                     |                                                  |
| Zona 38 | Club Centro Juvenil Agrario                                         | Santa Sylvina                       | Chaco               | Asociación de Fútbol del Oeste Chaqueño          |
| Zona 38 | Club Deportivo Comercio                                             | Santa Sylvina                       | Chaco               | Asociación de Fútbol del Oeste Chaqueño          |
| Zona 38 | Asociación Civil, Cultural y Deportiva Libertad                     | Charata                             | Chaco               | Liga de Fútbol del Noroeste Chaqueño             |
| Zona 38 | Club Social y Deportivo San Jorge                                   | Hermoso Campo                       | Chaco               | Liga de Fútbol del Noroeste Chaqueño             |
|         |                                                                     |                                     |                     |                                                  |
| Zona 39 | Club Social y Deportivo Alianza                                     | Campo Largo                         | Chaco               | Liga Saenzpeñense de Fútbol                      |
| Zona 39 | Club Atlético Alvear                                                | Villa Ángela                        | Chaco               | Asociación de Fútbol del Oeste Chaqueño          |
| Zona 39 | Club Atlético Boca Juniors                                          | Quitilipi                           | Chaco               | Liga Quitilipense de Fútbol                      |
| Zona 39 | Club Deportivo y Social Cooperativa Las Breñas                      | Las Breñas                          | Chaco               | Liga de Fútbol del Noroeste Chaqueño             |
|         |                                                                     |                                     |                     |                                                  |
| Zona 40 | Club Deportivo Jorge Gibson Brown                                   | Posadas                             | Misiones            | Liga Posadeña de Fútbol                          |
| Zona 40 | Asociación de Clubes Mado Delicia                                   | Puerto Mado + Colonia Delicia       | Misiones            | Liga de Fútbol de Eldorado                       |
| Zona 40 | Club Deportivo Vicov                                                | Eldorado                            | Misiones            | Liga de Fútbol de Eldorado                       |
|         |                                                                     |                                     |                     |                                                  |
| Zona 41 | Club Deportivo Rosamonte                                            | Apóstoles                           | Misiones            | Liga Apostoleña de Fútbol                        |
| Zona 41 | Club Social y Deportivo Sol de Mayo                                 | Colonia Liebig                      | Corrientes          | Liga Apostoleña de Fútbol                        |
| Zona 41 | Club Alianza Deportiva Libreña                                      | Paso de los Libres                  | Corrientes          | Liga Libreña de Fútbol General Madariaga         |
| Zona 41 | Club Social y Deportivo Madariaga                                   | Paso de los Libres                  | Corrientes          | Liga Libreña de Fútbol General Madariaga         |
|         |                                                                     |                                     |                     |                                                  |
| Zona 42 | Club Atlético y Social A.P.I.N.T.A.                                 | Mercedes                            | Corrientes          | Liga Mercedeña de Fútbol                         |
| Zona 42 | Club Atlético Central Goya                                          | Goya                                | Corrientes          | Liga Goyana de Fútbol                            |
| Zona 42 | Club Atlético Santa Rita                                            | Esquina                             | Corrientes          | Liga Esquinense de Fútbol                        |
| Zona 42 | Club Atlético San Antonio                                           | San José de Feliciano               | Entre Ríos          | Liga Felicianense de Fútbol                      |
|         |                                                                     |                                     |                     |                                                  |
| Zona 43 | Club Atlético Belgrano                                              | Paraná                              | Entre Ríos          | Liga Paranaense de Fútbol                        |
| Zona 43 | Club Universitario Paraná                                           | Paraná                              | Entre Ríos          | Liga Paranaense de Fútbol                        |
| Zona 43 | Club Atlético Argentino                                             | San Carlos Centro                   | Santa Fe            | Liga Santafesina de Fútbol                       |
| Zona 43 | Club Atlético Newell's Old Boys                                     | Santa Fe                            | Santa Fe            | Liga Santafesina de Fútbol                       |
|         |                                                                     |                                     |                     |                                                  |
| Zona 44 | Club Social y Deportivo 25 de Mayo                                  | La Paz                              | Entre Ríos          | Liga Paceña de Fútbol                            |
| Zona 44 | Club Atlético Arsenal                                               | Viale                               | Entre Ríos          | Liga de Fútbol de Paraná Campaña                 |
| Zona 44 | Viale Foot Ball Club                                                | Viale                               | Entre Ríos          | Liga de Fútbol de Paraná Campaña                 |
| Zona 44 | Club Atlético Peñarol                                               | Paraná                              | Entre Ríos          | Liga Paranaense de Fútbol                        |
|         |                                                                     |                                     |                     |                                                  |
| Zona 45 | Club Deportivo 25 de Mayo                                           | Victoria                            | Entre Ríos          | Liga Victoriense de Fútbol                       |
| Zona 45 | La Academia Asociación Deportiva                                    | General Galarza                     | Entre Ríos          | Liga Departamental de Fútbol de Gualeguay        |
| Zona 45 | Club Social y Deportivo Pueblo Nuevo                                | Gualeguaychú                        | Entre Ríos          | Liga Departamental de Fútbol de Gualeguaychú     |
| Zona 45 | Club Deportivo Urdinarrain                                          | Urdinarrain                         | Entre Ríos          | Liga Departamental de Fútbol de Gualeguaychú     |
|         |                                                                     |                                     |                     |                                                  |
| Zona 46 | Club Atlético Almagro                                               | Concepción del Uruguay              | Entre Ríos          | Liga de fútbol de Concepción del Uruguay         |
| Zona 46 | Club Atlético Uruguay                                               | Concepción del Uruguay              | Entre Ríos          | Liga de fútbol de Concepción del Uruguay         |
| Zona 46 | Club Atlético Campito                                               | Colón                               | Entre Ríos          | Liga Departamental de Fútbol de Colón            |
| Zona 46 | Club Defensores de Pronunciamiento                                  | Pronunciamiento                     | Entre Ríos          | Liga Departamental de Fútbol de Colón            |
|         |                                                                     |                                     |                     |                                                  |
| Zona 47 | Club Deportivo 1.º de Mayo                                          | Chajarí                             | Entre Ríos          | Liga de Fútbol de Chajarí                        |
| Zona 47 | Club Atlético Vélez Sarsfield                                       | Chajarí                             | Entre Ríos          | Liga de Fútbol de Chajarí                        |
| Zona 47 | Centro Misional Las Delicias                                        | Federal                             | Entre Ríos          | Liga Federalense de Fútbol                       |
| Zona 47 | Club Sportivo Las Heras                                             | Concordia                           | Entre Ríos          | Liga Concordiense de Fútbol                      |
|         |                                                                     |                                     |                     |                                                  |
| Zona 48 | Club Atlético Adelante                                              | Reconquista                         | Santa Fe            | Liga Reconquistense de Fútbol                    |
| Zona 48 | Racing Club de Reconquista                                          | Reconquista                         | Santa Fe            | Liga Reconquistense de Fútbol                    |
| Zona 48 | Club Atlético Ocampo Fábrica                                        | Villa Ocampo                        | Santa Fe            | Liga Ocampense de Fútbol                         |
| Zona 48 | Club Sanjustino                                                     | San Justo                           | Santa Fe            | Liga Santafesina de Fútbol                       |
|         |                                                                     |                                     |                     |                                                  |
| Zona 49 | Club Atlético Argentino Quilmes                                     | Rafaela                             | Santa Fe            | Liga Rafaelina de Fútbol                         |
| Zona 49 | Club Atlético Coronel Aguirre                                       | Villa Gobernador Gálvez             | Santa Fe            | Asociación Rosarina de Fútbol                    |
| Zona 49 | Sociedad Tiro Suizo Rosario                                         | Rosario                             | Santa Fe            | Asociación Rosarina de Fútbol                    |
| Zona 49 | Club Atlético La Emilia                                             | San Jorge                           | Santa Fe            | Liga Departamental de Fútbol San Martín          |
|         |                                                                     |                                     |                     |                                                  |
| Zona 50 | Club Arteaga Mutual Social y Biblioteca Popular Sarmiento           | Arteaga                             | Santa Fe            | Liga Interprovincial de Fútbol Dr. Ramón Pereyra |
| Zona 50 | Club Sportivo Bernardino Rivadavia                                  | Venado Tuerto                       | Santa Fe            | Liga Venadense de Fútbol                         |
| Zona 50 | Club Atlético Jorge Newbery                                         | Venado Tuerto                       | Santa Fe            | Liga Venadense de Fútbol                         |
| Zona 50 | Firmat Football Club                                                | Firmat                              | Santa Fe            | Liga Deportiva del Sur                           |
|         |                                                                     |                                     |                     |                                                  |
| Zona 51 | Club Atlético All Boys                                              | Santa Rosa                          | La Pampa            | Liga Cultural de Fútbol                          |
| Zona 51 | Club General Belgrano                                               | Santa Rosa                          | La Pampa            | Liga Cultural de Fútbol                          |
| Zona 51 | Club Ferrocarril Sarmiento                                          | Trenque Lauquen                     | Buenos Aires        | Liga Trenquelauquense de Fútbol                  |
| Zona 51 | Club Atlético Trenque Lauquen                                       | Trenque Lauquen                     | Buenos Aires        | Liga Trenquelauquense de Fútbol                  |
|         |                                                                     |                                     |                     |                                                  |
| Zona 52 | Alvear Foot-Ball Club                                               | Intendente Alvear                   | La Pampa            | Liga Pampeana de Fútbol                          |
| Zona 52 | Club Ferro Carril Oeste                                             | General Pico                        | La Pampa            | Liga Pampeana de Fútbol                          |
| Zona 52 | Club Teniente Benjamín Matienzo                                     | Ingeniero Luiggi                    | La Pampa            | Liga Pampeana de Fútbol                          |
| Zona 52 | Unión Deportiva Vértiz                                              | Vértiz                              | La Pampa            | Liga Pampeana de Fútbol                          |
|         |                                                                     |                                     |                     |                                                  |
| Zona 53 | Club Atlético Independiente                                         | Coronel Dorrego                     | Buenos Aires        | Liga de Fútbol de Coronel Dorrego                |
| Zona 53 | Club Social Pehuen-Có                                               | Balneario Pehuen-Có                 | Buenos Aires        | Liga de Fútbol de Coronel Dorrego                |
| Zona 53 | Club Atlético Pacífico                                              | Bahía Blanca                        | Buenos Aires        | Liga del Sur (Bahía Blanca)                      |
| Zona 53 | Club Atlético Puerto Comercial                                      | Ingeniero White                     | Buenos Aires        | Liga del Sur (Bahía Blanca)                      |
|         |                                                                     |                                     |                     |                                                  |
| Zona 54 | Azul Athletic Club                                                  | Azul                                | Buenos Aires        | Liga de Fútbol de Azul                           |
| Zona 54 | Club Atlético Tapalqué                                              | Tapalqué                            | Buenos Aires        | Liga de Fútbol de Azul                           |
| Zona 54 | Ingeniero Jorge Newbery Atletic Club                                | General La Madrid                   | Buenos Aires        | Liga Lapridense de Fútbol                        |
| Zona 54 | Club Atlético Jorge Newbery                                         | Laprida                             | Buenos Aires        | Liga Lapridense de Fútbol                        |
|         |                                                                     |                                     |                     |                                                  |
| Zona 55 | Club Atlético Kimberley                                             | Mar del Plata                       | Buenos Aires        | Liga Marplatense de Fútbol                       |
| Zona 55 | Talleres Fútbol Club                                                | Mar del Plata                       | Buenos Aires        | Liga Marplatense de Fútbol                       |
| Zona 55 | Club Atlético Rivadavia                                             | Necochea                            | Buenos Aires        | Liga Necochense de Fútbol                        |
|         |                                                                     |                                     |                     |                                                  |
| Zona 56 | Club Atlético Amigos Unidos                                         | Balcarce                            | Buenos Aires        | Liga Balcarceña de Fútbol                        |
| Zona 56 | Racing Fútbol Club                                                  | Balcarce                            | Buenos Aires        | Liga Balcarceña de Fútbol                        |
| Zona 56 | Club Social y Deportivo Once Corazones                              | Indio Rico                          | Buenos Aires        | Liga Regional Tresarroyense de Fútbol            |
|         |                                                                     |                                     |                     |                                                  |
| Zona 57 | Club Atlético Chascomús                                             | Chascomús                           | Buenos Aires        | Liga Chascomunense de Fútbol                     |
| Zona 57 | Lobos Athletic Club                                                 | Lobos                               | Buenos Aires        | Liga Lobense de Fútbol                           |
| Zona 57 | Club Social y Deportivo Madreselva                                  | Lobos                               | Buenos Aires        | Liga Lobense de Fútbol                           |
|         |                                                                     |                                     |                     |                                                  |
| Zona 58 | Club Defensores de Ayacucho                                         | Ayacucho                            | Buenos Aires        | Liga Ayacuchense de Fútbol                       |
| Zona 58 | Club Atlético Sarmiento                                             | Ayacucho                            | Buenos Aires        | Liga Ayacuchense de Fútbol                       |
| Zona 58 | Asociación Deportiva Atlético Villa Gesell                          | Villa Gesell                        | Buenos Aires        | Liga Madariaguense de Fútbol                     |
|         |                                                                     |                                     |                     |                                                  |
| Zona 59 | Botafogo Fútbol Club                                                | Rauch                               | Buenos Aires        | Liga Rauchense de Fútbol                         |
| Zona 59 | Club Atlético El Taladro                                            | Las Flores                          | Buenos Aires        | Liga de Fútbol de Las Flores                     |
| Zona 59 | Asociación Jóvenes Alvearenses                                      | General Alvear                      | Buenos Aires        | Liga Alvearense de Fútbol                        |
| Zona 59 | Club Unión Empleados de Comercio                                    | General Alvear                      | Buenos Aires        | Liga Alvearense de Fútbol                        |
|         |                                                                     |                                     |                     |                                                  |
| Zona 60 | Club Atlético Argentino                                             | Saladillo                           | Buenos Aires        | Liga Deportiva de Saladillo                      |
| Zona 60 | Club Sportivo Coronel Dorrego                                       | Navarro                             | Buenos Aires        | Liga Lobense de Fútbol                           |
| Zona 60 | Club Atlético San Miguel                                            | General Las Heras                   | Buenos Aires        | Liga Lobense de Fútbol                           |
| Zona 60 | Club Defensores de Plaza España                                     | Veinticinco de Mayo                 | Buenos Aires        | Liga Veinticinqueña de Fútbol                    |
|         |                                                                     |                                     |                     |                                                  |
| Zona 61 | Club Atlético Defensores de La Boca                                 | 9 de Julio                          | Buenos Aires        | Liga Nuevejuliense de Fútbol                     |
| Zona 61 | Club Atlético Once Tigres                                           | 9 de Julio                          | Buenos Aires        | Liga Nuevejuliense de Fútbol                     |
| Zona 61 | Club Atlético Boca Carlos Casares                                   | Carlos Casares                      | Buenos Aires        | Liga Casarense de Fútbol                         |
| Zona 61 | Viamonte Fútbol Club                                                | Los Toldos                          | Buenos Aires        | Liga Toldense de Fútbol                          |
|         |                                                                     |                                     |                     |                                                  |
| Zona 62 | Club Atlético Alem                                                  | San Carlos de Bolívar               | Buenos Aires        | Liga Deportiva de Bolívar                        |
| Zona 62 | Club Social y Deportivo El Fortín                                   | Olavarría                           | Buenos Aires        | Liga de Fútbol de Olavarría                      |
| Zona 62 | Club Atlético Estudiantes                                           | Olavarría                           | Buenos Aires        | Liga de Fútbol de Olavarría                      |
| Zona 62 | Club Social y Deportivo Independiente                               | Mones Cazón                         | Buenos Aires        | Liga Pehuajense de Fútbol                        |
|         |                                                                     |                                     |                     |                                                  |
| Zona 63 | Foot Ball Club Argentino                                            | Trenque Lauquen                     | Buenos Aires        | Liga Trenquelauquense de Fútbol                  |
| Zona 63 | Club Atlético Barrio Norte                                          | América                             | Buenos Aires        | Liga de Fútbol del Oeste                         |
| Zona 63 | Club Social y Deportivo Independiente                               | América                             | Buenos Aires        | Liga de Fútbol del Oeste                         |
| Zona 63 | Huracán Fútbol Club                                                 | Carlos Tejedor                      | Buenos Aires        | Liga de Fútbol del Oeste                         |
|         |                                                                     |                                     |                     |                                                  |
| Zona 64 | Club Deportivo y Social Ingeniero White                             | Banderaló                           | Buenos Aires        | Liga de Fútbol de General Villegas               |
| Zona 64 | Club Sportivo Villegas                                              | General Villegas                    | Buenos Aires        | Liga de Fútbol de General Villegas               |
| Zona 64 | Club Social y Deportivo Tres Algarrobos                             | Tres Algarrobos                     | Buenos Aires        | Liga de Fútbol del Oeste                         |
| Zona 64 | Fútbol Club Tres Algarrobos                                         | Tres Algarrobos                     | Buenos Aires        | Liga de Fútbol del Oeste                         |
|         |                                                                     |                                     |                     |                                                  |
| Zona 65 | Bragado Club y Biblioteca Pública                                   | Bragado                             | Buenos Aires        | Liga Bragadense de Fútbol                        |
| Zona 65 | Club Empleados Banco Nación                                         | Bragado                             | Buenos Aires        | Liga Bragadense de Fútbol                        |
| Zona 65 | Club Atlético Villa Tranquila                                       | Eduardo O'Brien                     | Buenos Aires        | Liga Bragadense de Fútbol                        |
|         |                                                                     |                                     |                     |                                                  |
| Zona 66 | Origone Fútbol Club                                                 | Agustín Roca                        | Buenos Aires        | Liga Deportiva del Oeste                         |
| Zona 66 | Club Atlético Villa Belgrano                                        | Junín                               | Buenos Aires        | Liga Deportiva del Oeste                         |
| Zona 66 | Racing Club Colón                                                   | Colón                               | Buenos Aires        | Liga Deportiva de Colón                          |
|         |                                                                     |                                     |                     |                                                  |
| Zona 67 | Club Social y Atlético Huracán                                      | Chivilcoy                           | Buenos Aires        | Liga Chivilcoyana de Fútbol                      |
| Zona 67 | Club Atlético Rivadavia                                             | Chivilcoy                           | Buenos Aires        | Liga Chivilcoyana de Fútbol                      |
| Zona 67 | Club Jorge Newbery                                                  | Junín                               | Buenos Aires        | Liga Deportiva del Oeste                         |
| Zona 67 | Club Atlético Rivadavia                                             | Junín                               | Buenos Aires        | Liga Deportiva del Oeste                         |
|         |                                                                     |                                     |                     |                                                  |
| Zona 68 | Club Atlético 9 de Julio                                            | Chacabuco                           | Buenos Aires        | Liga Deportiva de Chacabuco                      |
| Zona 68 | Club Atlético Argentino                                             | Chacabuco                           | Buenos Aires        | Liga Deportiva de Chacabuco                      |
| Zona 68 | Club Social, Atlético y Cultural Florencio Varela                   | Chivilcoy                           | Buenos Aires        | Liga Chivilcoyana de Fútbol                      |
| Zona 68 | Club Atlético Independiente                                         | Chivilcoy                           | Buenos Aires        | Liga Chivilcoyana de Fútbol                      |
|         |                                                                     |                                     |                     |                                                  |
| Zona 69 | Club Social y Deportivo El Frontón                                  | San Andrés de Giles                 | Buenos Aires        | Liga Mercedina de Fútbol                         |
| Zona 69 | Club Mercedes                                                       | Mercedes                            | Buenos Aires        | Liga Mercedina de Fútbol                         |
| Zona 69 | Club Atlético Vélez Sarsfield                                       | Mercedes                            | Buenos Aires        | Liga Mercedina de Fútbol                         |
| Zona 69 | Asociación Civil Club Deportivo Coreano                             | Lobos                               | Buenos Aires        | Liga Lobense de Fútbol                           |
|         |                                                                     |                                     |                     |                                                  |
| Zona 70 | Club Atlético Everton                                               | La Plata                            | Buenos Aires        | Liga Amateur Platense de Fútbol                  |
| Zona 70 | Pioneros Fútbol Club                                                | Campana                             | Buenos Aires        | Liga Campanense de Fútbol                        |
| Zona 70 | Club Social y Deportivo San Carlos                                  | Capitán Sarmiento                   | Buenos Aires        | Liga Deportiva de San Antonio de Areco           |
| Zona 70 | Asociación Mutual Unión Tranviaria Automotor                        | Moreno                              | Buenos Aires        | Liga Lujanense de Fútbol                         |
|         |                                                                     |                                     |                     |                                                  |
| Zona 71 | Club Sportivo América                                               | San Pedro                           | Buenos Aires        | Liga Deportiva Sampedrina                        |
| Zona 71 | Club Atlético Belgrano                                              | Zárate                              | Buenos Aires        | Liga Zarateña de Fútbol                          |
| Zona 71 | Estrada Fútbol Club                                                 | Zárate                              | Buenos Aires        | Liga Zarateña de Fútbol                          |
| Zona 71 | Club Social y Deportivo Sarmiento                                   | Zárate                              | Buenos Aires        | Liga Zarateña de Fútbol                          |
|         |                                                                     |                                     |                     |                                                  |
| Zona 72 | Club Atlético, Social y Deportivo Camioneros                        | General Rodríguez                   | Buenos Aires        | Liga Lujanense de Fútbol                         |
| Zona 72 | Club Náutico Hacoaj                                                 | Tigre                               | Buenos Aires        | Liga Escobarense de Fútbol                       |
| Zona 72 | Pilar Fútbol Club                                                   | Pilar                               | Buenos Aires        | Liga Escobarense de Fútbol                       |
| Zona 72 | Club Social y Deportivo Unión                                       | Del Viso                            | Buenos Aires        | Liga Escobarense de Fútbol                       |
|         |                                                                     |                                     |                     |                                                  |
| Zona 73 | Club Atlético Argentino                                             | Pergamino                           | Buenos Aires        | Liga de Fútbol de Pergamino                      |
| Zona 73 | Club Atlético River Plate                                           | Pergamino                           | Buenos Aires        | Liga de Fútbol de Pergamino                      |
| Zona 73 | Defensores de Salto                                                 | Salto                               | Buenos Aires        | Liga Deportiva de Salto                          |
| Zona 73 | Club Sports Salto                                                   | Salto                               | Buenos Aires        | Liga Deportiva de Salto                          |
|         |                                                                     |                                     |                     |                                                  |
| Zona 74 | Argentino Oeste Fútbol Club                                         | San Nicolás de los Arroyos          | Buenos Aires        | Liga Nicoleña de Fútbol                          |
| Zona 74 | Club Belgrano                                                       | San Nicolás de los Arroyos          | Buenos Aires        | Liga Nicoleña de Fútbol                          |
| Zona 74 | Club del Acuerdo                                                    | San Nicolás de los Arroyos          | Buenos Aires        | Liga Nicoleña de Fútbol                          |
| Zona 74 | General Rojo Unión Deportiva                                        | General Rojo                        | Buenos Aires        | Liga Nicoleña de Fútbol                          |
|         |                                                                     |                                     |                     |                                                  |
| Zona 75 | Club Sportivo Baradero                                              | Baradero                            | Buenos Aires        | Liga de Fútbol de Baradero                       |
| Zona 75 | Club Atlético Bernardino Rivadavia                                  | Baradero                            | Buenos Aires        | Liga de Fútbol de Baradero                       |
| Zona 75 | Sociedad Cosmopolita de Todd                                        | Todd                                | Buenos Aires        | Liga de Fútbol de Arrecifes                      |
| Zona 75 | Club Atlético Sportsman                                             | Carmen de Areco                     | Buenos Aires        | Liga Deportiva Carmen de Areco                   |
|         |                                                                     |                                     |                     |                                                  |
| Zona 76 | Club Fernández Oro                                                  | General Fernández Oro               | Río Negro           | Liga Deportiva Confluencia                       |
| Zona 76 | Club Social y Deportivo Alianza                                     | Cutral-Co                           | Neuquén             | Liga de Fútbol del Neuquén                       |
| Zona 76 | Club Atlético Maronese                                              | Neuquén                             | Neuquén             | Liga de Fútbol del Neuquén                       |
|         |                                                                     |                                     |                     |                                                  |
| Zona 77 | Asociación Deportiva Centenario                                     | Centenario                          | Neuquén             | Liga de Fútbol del Neuquén                       |
| Zona 77 | Club Unión Alem Progresista                                         | Allen                               | Río Negro           | Liga Deportiva Confluencia                       |
| Zona 77 | Club Social Unión Deportiva Catriel                                 | Catriel                             | Río Negro           | Liga Deportiva Confluencia                       |
|         |                                                                     |                                     |                     |                                                  |
| Zona 78 | Club San Lorenzo Barrio Lindo                                       | Carmen de Patagones                 | Buenos Aires        | Liga Rionegrina de Fútbol                        |
| Zona 78 | Club Social y Deportivo Lavalle                                     | Viedma                              | Río Negro           | Liga Rionegrina de Fútbol                        |
| Zona 78 | Club Social y Deportivo Luis Beltrán                                | Luis Beltrán                        | Río Negro           | Liga Regional de Fútbol Avellaneda               |
| Zona 78 | Club Atlético Puente Molina                                         | Choele Choel                        | Río Negro           | Liga Regional de Fútbol Avellaneda               |
|         |                                                                     |                                     |                     |                                                  |
| Zona 79 | Club Deportivo Comunitario La Adela                                 | La Adela                            | La Pampa            | Liga de Fútbol de Río Colorado                   |
| Zona 79 | Club Deportivo Independiente                                        | Río Colorado                        | Río Negro           | Liga de Fútbol de Río Colorado                   |
| Zona 79 | Club Sportivo Ferrocarril                                           | San Antonio Oeste                   | Río Negro           | Liga Rionegrina de Fútbol                        |
| Zona 79 | Asociación Tiro Federal Argentino Huahuel Niyeo                     | Ingeniero Jacobacci                 | Río Negro           | Liga Rionegrina de Fútbol                        |
|         |                                                                     |                                     |                     |                                                  |
| Zona 80 | Asociación Civil Boca Unidos                                        | Bariloche                           | Río Negro           | Liga de Fútbol de Bariloche                      |
| Zona 80 | Club Deportivo Estudiantes Unidos                                   | Bariloche                           | Río Negro           | Liga de Fútbol de Bariloche                      |
| Zona 80 | Club Atlético Independiente                                         | Bariloche                           | Río Negro           | Liga de Fútbol de Bariloche                      |
| Zona 80 | Club Social, Cultural y Deportivo Belgrano                          | Esquel                              | Chubut              | Liga de Fútbol del Oeste del Chubut              |
|         |                                                                     |                                     |                     |                                                  |
| Zona 81 | Club Atlético Germinal                                              | Rawson                              | Chubut              | Liga de Fútbol Valle del Chubut                  |
| Zona 81 | Club Atlético Independiente                                         | Trelew                              | Chubut              | Liga de Fútbol Valle del Chubut                  |
| Zona 81 | Asociación Civil Racing Club                                        | Trelew                              | Chubut              | Liga de Fútbol Valle del Chubut                  |
| Zona 81 | Club Social y Deportivo Petroquímica                                | Comodoro Rivadavia                  | Chubut              | Liga de Fútbol de Comodoro Rivadavia             |
|         |                                                                     |                                     |                     |                                                  |
| Zona 82 | Club Atlético Argentino del Sud                                     | Comandante Luis Piedrabuena         | Santa Cruz          | Liga de Fútbol Centro de Santa Cruz              |
| Zona 82 | Club Social y Deportivo Estrella del Sur                            | Caleta Olivia                       | Santa Cruz          | Liga de Fútbol Norte de Santa Cruz               |
| Zona 82 | Club Social y Deportivo Petrolero                                   | Caleta Olivia                       | Santa Cruz          | Liga de Fútbol Norte de Santa Cruz               |
| Zona 82 | Club Atlético Jorge Newbery                                         | Comodoro Rivadavia                  | Chubut              | Liga de Fútbol de Comodoro Rivadavia             |
|         |                                                                     |                                     |                     |                                                  |
| Zona 83 | Asociación Atlético Boxing Club                                     | Río Gallegos                        | Santa Cruz          | Liga de Fútbol Sur de Santa Cruz                 |
| Zona 83 | Club Social y Deportivo Defensores del Carmen                       | Río Gallegos                        | Santa Cruz          | Liga de Fútbol Sur de Santa Cruz                 |
| Zona 83 | Club Social y Deportivo Lago Argentino                              | El Calafate                         | Santa Cruz          | Liga de Fútbol Sur de Santa Cruz                 |
| Zona 83 | Club Sportivo Huracán                                               | Gobernador Gregores                 | Santa Cruz          | Liga de Fútbol Centro de Santa Cruz              |
|         |                                                                     |                                     |                     |                                                  |
| Zona 84 | Club Social, Cultural y Deportivo Camioneros                        | Río Grande                          | Tierra del Fuego    | Liga Oficial de Fútbol Río Grande                |
| Zona 84 | Club Real Madrid                                                    | Río Grande                          | Tierra del Fuego    | Liga Oficial de Fútbol Río Grande                |
| Zona 84 | Asociación Civil Cultural y Deportiva Los Cuervos del Fin del Mundo | Ushuaia                             | Tierra del Fuego    | Liga Ushuaiense de Fútbol                        |
| Zona 84 | Asociación Atlética Libertad                                        | Ushuaia                             | Tierra del Fuego    | Liga Ushuaiense de Fútbol                        |

## Fase de grupos

### Clasificados a la Segunda Ronda
| Club Sportivo Estudiantes (SL)                    | Club Unión Calilegua                            | Racing Fútbol Club (B)                            |
| Club Jorge Newbery (VM)                           | Club Sportivo Rivadavia (EC)                    | Club Social y Deportivo Once Corazones            |
| Club Alianza Futbolística                         | Club Atlético General Lavalle                   | Club Social y Deportivo Madreselva                |
| Club Sportivo Peñarol (Ch)                        | Club Atlético El Carmen                         | Club Atlético Chascomús                           |
| Club Atlético Marquesado                          | Club Sociedad de Tiro y Gimnasia                | Club Atlético Sarmiento (A)                       |
| Centro Deportivo Rivadavia (R)                    | Club Atlético Monterrico San Vicente            | Asociación Deportiva Atlético Villa Gesell        |
| Gutiérrez Sport Club                              | Club Atlético Gorriti                           | Club Atlético El Taladro                          |
| Club Atlético Palmira                             | Asociación Tiro y Deportes Río Grande           | Club Unión Empleados de Comercio                  |
| Club Atlético Huracán Las Heras                   | Club Sportivo General San Martín                | Club Atlético Argentino (S)                       |
| Andes Talleres Sport Club                         | Club Atlético Laguna Blanca                     | Club Defensores de Plaza España                   |
| Sport Club Pacífico                               | Club Social y Deportivo Luis Jorge Fontana      | Club Atlético Once Tigres                         |
| Club Huracán                                      | Club Atlético Defensores de Formosa             | Viamonte Fútbol Club                              |
| Club Social y Deportivo Montecaseros              | Club Atlético San Lorenzo (SP)                  | Club Atlético Estudiantes (O)                     |
| Sport Club San Carlos                             | Club Social y Deportivo Municipal               | Club Social y Deportivo El Fortín                 |
| Club Social y Deportivo Unión (VF)                | Club Sportivo Ferroviario                       | Club Social y Deportivo Independiente (MC)        |
| Club Social y Deportivo Antonio Iriarte El Zampal | Don Orione Atletic Club                         | Huracán Fútbol Club (CT)                          |
| Tunuyán Sport Club                                | Club Social y Deportivo El Fortín               | Foot Ball Club Argentino (TL)                     |
| Club Atlético Las Palmas                          | Club Atlético Resistencia Central               | Club Social y Deportivo Tres Algarrobos           |
| Alianza Coronel Moldes                            | Club Atlético Vélez Sarsfield Libertad          | Club Deportivo y Social Ingeniero White           |
| Asociación Española Jorge Roberto Ross            | Club Atlético Sarmiento (R)                     | Bragado Club y Biblioteca Pública                 |
| Ateneo Vecinos Barrio Argentino                   | Club Atlético Centro Avia Terai                 | Club Atlético Villa Tranquila                     |
| Club Atlético Aeronáutico Sarmiento (L)           | Club Deportivo Comercio                         | Origone Fútbol Club                               |
| Colonia Marina Fútbol Club                        | Club Centro Juvenil Agrario                     | Club Atlético Villa Belgrano                      |
| Club Atlético Vélez Sarsfield (LD)                | Asociación Civil, Cultural y Deportiva Libertad | Club Jorge Newbery (J)                            |
| Club Atlético Mitre (SE)                          | Club Atlético Boca Juniors (Q)                  | Club Atlético Rivadavia (J)                       |
| Club Atlético Güemes                              | Club Social y Deportivo Alianza                 | Club Social y Atlético Huracán (Chi)              |
| Club Atlético Estudiantes (SE)                    | Club Alianza Deportiva Libreña                  | Club Atlético 9 de Julio (Cha)                    |
| Club Atlético Clodomira                           | Club Deportivo Jorge Gibson Brown               | Club Atlético Independiente (Chi)                 |
| Club Deportivo Villa Paulina                      | Club Deportivo Vicov                            | Asociación Civil Club Deportivo Coreano           |
| Club Social y Deportivo La Florida                | Club Deportivo Rosamonte                        | Club Mercedes                                     |
| Club Atlético Los Dorados                         | Club Atlético y Social APINTA                   | Asociación Mutual UTA                             |
| Club Social y Deportivo San Jorge                 | Club Atlético Santa Rita                        | Club Atlético Everton                             |
| Club Atlético Amalia                              | Club Atlético Belgrano (P)                      | Club Sportivo América                             |
| Andino Sport Club                                 | Club Atlético Argentino (SC)                    | Estrada Fútbol Club                               |
| Club Atlético Américo Tesorieri                   | Club Atlético Peñarol (P)                       | Club Atlético Social y Deportivo Camioneros (GR)  |
| Club Atlético Anguinán                            | Club Atlético Arsenal                           | Club Social y Deportivo Unión (DV)                |
| Club Defensores de la Plata                       | Viale Foot Ball Club                            | Club Náutico Hacoaj                               |
| Club Atlético Unión (M)                           | La Academia Asociación Deportiva                | Club Defensores de Salto                          |
| Club Sportivo Villa Cubas                         | Club Deportivo Urdinarrain                      | Club Sports Salto                                 |
| Club Deportivo Sumalao                            | Club Social y Deportivo Pueblo Nuevo            | General Rojo Unión Deportiva                      |
| Club Unión Aconquija                              | Club Atlético Campito                           | Argentino Oeste Fútbol Club                       |
| Club Tiro Federal y Gimnasia                      | Club Defensores de Pronunciamiento              | Club Belgrano (SN)                                |
| Club Tiro Federal Argentino                       | Club Deportivo 1.º de Mayo                      | Club Atlético Bernardino Rivadavia (B)            |
| Club Atlético Independiente (T)                   | Club Sportivo Las Heras                         | Club Sportivo Baradero                            |
| Club Social y Deportivo Coronel Cornejo           | Club Atlético Adelante Reconquista              | Club Atlético Maronese                            |
| Club Deportivo General Belgrano (T)               | Club Sanjustino                                 | Club Fernández Oro                                |
| Club Sportivo Estrella                            | Racing Club de Reconquista                      | Club Unión Alem Progresista                       |
| Club Social y Deportivo El Quebrachal             | Club Atlético Coronel Aguirre                   | Asociación Deportiva Centenario                   |
| Club Atlético Las Malvinas                        | Club Atlético Argentino Quilmes (R)             | Club Social y Deportivo Lavalle (V)               |
| Club Social y Deportivo Río Dorado                | Club Atlético Jorge Newbery (VT)                | Club San Lorenzo Barrio Lindo                     |
| Club Atlético River Plate (E)                     | Club Arteaga MSyBP Sarmiento                    | Club Deportivo Independiente (RC)                 |
| Club Atlético Independiente (HY)                  | Club Atlético All Boys (SR)                     | ATFA Huahuel Niyeo                                |
| Club Atlético Peñarol (S)                         | Club General Belgrano (SR)                      | Club Deportivo Estudiantes Unidos                 |
| Club Social y Deportivo Atlas                     | Club Atlético Trenque Lauquen                   | Club Social, Cultural y Deportivo Belgrano        |
| Club Atlético Mitre (S)                           | Club Ferro Carril Oeste (GP)                    | Asociación Civil Racing Club                      |
| Club Deportivo, Social y Cultural San Antonio     | Alvear Foot Ball Club                           | Club Atlético Germinal                            |
| Club Atlético Pellegrini                          | Club Teniente Benjamín Matienzo                 | Club Social y Deportivo Petrolero                 |
| Club Atlético Unión Güemes                        | Club Atlético Puerto Comercial                  | Club Social y Deportivo Estrella del Sur          |
| Club Sportivo Animaná                             | Club Social Pehuen-Có                           | Club Atlético Jorge Newbery (CR)                  |
| Club Deportivo Social FONAVI                      | Club Atlético Tapalqué                          | Asociación Atlético Boxing Club                   |
| Club Atlético Cerrillos                           | Azul Athletic Club                              | Club Sportivo Huracán (GG)                        |
| Club Sportivo El Carril                           | Club Atlético Jorge Newbery (L)                 | Club Real Madrid (RG)                             |
| Club Sportivo Ferrocarril General Belgrano        | Club Atlético Kimberley                         | Club Social, Cultural y Deportivo Camioneros (RG) |
| Club Social Cultural Atlético Progreso            | Talleres Fútbol Club                            | ACCyD Los Cuervos del Fin del Mundo               |

## Fase final

### Primer Ascenso
Definición
|  | Octavos de final                               | Octavos de final        | Octavos de final                               | Octavos de final |   |                                      | Cuartos de final | Cuartos de final | Cuartos de final | Cuartos de final |  |                                    | Semifinales  | Semifinales | Semifinales | Semifinales |  |                                    | Final        | Final | Final | Final |  |
|  |                                                |                         |                                                |                  |   |                                      |                  |                  |                  |                  |  |                                    |              |             |             |             |  |                                    |              |       |       |       |  |
|  |                                                |                         |                                                |                  |   |                                      |                  |                  |                  |                  |  |                                    |              |             |             |             |  |                                    |              |       |       |       |  |
|  | Bandera de la Provincia de Mendoza             | Huracán (LH)            | 2                                              | 1                |   |                                      |                  |                  |                  |                  |  |                                    |              |             |             |             |  |                                    |              |       |       |       |  |
|  | Bandera de la Provincia de Mendoza             | Huracán (LH)            | 2                                              | 1                |   |                                      |                  |                  |                  |                  |  |                                    |              |             |             |             |  |                                    |              |       |       |       |  |
|  | Bandera de la Provincia de Mendoza             | Rivadavia (J)           | 1                                              | 1                |   |                                      |                  |                  |                  |                  |  |                                    |              |             |             |             |  |                                    |              |       |       |       |  |
|  | Bandera de la Provincia de Mendoza             | Rivadavia (J)           | 1                                              | 1                |   | Bandera de la Provincia de Mendoza   | Huracán (LH)     | 2                | 2                |                  |  |                                    |              |             |             |             |  |                                    |              |       |       |       |  |
|  |                                                |                         |                                                |                  |   | Bandera de la Provincia de Mendoza   | Huracán (LH)     | 2                | 2                |                  |  |                                    |              |             |             |             |  |                                    |              |       |       |       |  |
|  |                                                |                         | Bandera de la Provincia de Mendoza             | Palmira          | 0 | 2                                    |                  |                  |                  |                  |  |                                    |              |             |             |             |  |                                    |              |       |       |       |  |
|  | Bandera de la Provincia de Córdoba             | Alianza (CM)            | Bandera de la Provincia de Mendoza             | Palmira          | 0 | 2                                    | 2                | 2                |                  |                  |  |                                    |              |             |             |             |  |                                    |              |       |       |       |  |
|  | Bandera de la Provincia de Córdoba             | Alianza (CM)            |                                                |                  |   |                                      |                  |                  |                  |                  |  |                                    |              |             |             |             |  |                                    |              |       |       |       |  |
|  | Bandera de la Provincia de Mendoza             | Palmira                 | 3                                              | 3                |   |                                      |                  |                  |                  |                  |  |                                    |              |             |             |             |  |                                    |              |       |       |       |  |
|  | Bandera de la Provincia de Mendoza             | Palmira                 | 3                                              | 3                |   |                                      |                  |                  |                  |                  |  | Bandera de la Provincia de Mendoza | Huracán (LH) | 2           | 2           |             |  |                                    |              |       |       |       |  |
|  |                                                |                         |                                                |                  |   |                                      |                  |                  |                  |                  |  | Bandera de la Provincia de Mendoza | Huracán (LH) | 2           | 2           |             |  |                                    |              |       |       |       |  |
|  |                                                |                         | Bandera de la Provincia de Catamarca           | Villa Cubas      | 1 | 2                                    |                  |                  |                  |                  |  |                                    |              |             |             |             |  |                                    |              |       |       |       |  |
|  | Bandera de la Provincia de Catamarca           | Tiro Federal y Gimnasia | Bandera de la Provincia de Catamarca           | Villa Cubas      | 1 | 2                                    | 0                | 1                |                  |                  |  |                                    |              |             |             |             |  |                                    |              |       |       |       |  |
|  | Bandera de la Provincia de Catamarca           | Tiro Federal y Gimnasia |                                                |                  |   |                                      |                  |                  |                  |                  |  |                                    |              |             |             |             |  |                                    |              |       |       |       |  |
|  | Bandera de la Provincia de Catamarca           | Villa Cubas             | 0                                              | 4                |   |                                      |                  |                  |                  |                  |  |                                    |              |             |             |             |  |                                    |              |       |       |       |  |
|  | Bandera de la Provincia de Catamarca           | Villa Cubas             | 0                                              | 4                |   | Bandera de la Provincia de Catamarca | Villa Cubas      | 0                | 2                |                  |  |                                    |              |             |             |             |  |                                    |              |       |       |       |  |
|  |                                                |                         |                                                |                  |   | Bandera de la Provincia de Catamarca | Villa Cubas      | 0                | 2                |                  |  |                                    |              |             |             |             |  |                                    |              |       |       |       |  |
|  |                                                |                         | Bandera de la Provincia de Córdoba             | Sarmiento (L)    | 0 | 0                                    |                  |                  |                  |                  |  |                                    |              |             |             |             |  |                                    |              |       |       |       |  |
|  | Bandera de la Provincia de San Juan            | Marquesado              | Bandera de la Provincia de Córdoba             | Sarmiento (L)    | 0 | 0                                    | 2                | 1                |                  |                  |  |                                    |              |             |             |             |  |                                    |              |       |       |       |  |
|  | Bandera de la Provincia de San Juan            | Marquesado              |                                                |                  |   |                                      |                  |                  |                  |                  |  |                                    |              |             |             |             |  |                                    |              |       |       |       |  |
|  | Bandera de la Provincia de Córdoba             | Sarmiento (L)           | 2                                              | 0                |   |                                      |                  |                  |                  |                  |  |                                    |              |             |             |             |  |                                    |              |       |       |       |  |
|  | Bandera de la Provincia de Córdoba             | Sarmiento (L)           | 2                                              | 0                |   |                                      |                  |                  |                  |                  |  |                                    |              |             |             |             |  | Bandera de la Provincia de Mendoza | Huracán (LH) | 3     | 2     |       |  |
|  |                                                |                         |                                                |                  |   |                                      |                  |                  |                  |                  |  |                                    |              |             |             |             |  | Bandera de la Provincia de Mendoza | Huracán (LH) | 3     | 2     |       |  |
|  |                                                |                         | Bandera de la Provincia de Tucumán             | San Jorge (T)    | 0 | 1                                    |                  |                  |                  |                  |  |                                    |              |             |             |             |  |                                    |              |       |       |       |  |
|  | Bandera de la Provincia de Salta               | Peñarol (S)             | Bandera de la Provincia de Tucumán             | San Jorge (T)    | 0 | 1                                    | 0                | 4                |                  |                  |  |                                    |              |             |             |             |  |                                    |              |       |       |       |  |
|  | Bandera de la Provincia de Salta               | Peñarol (S)             |                                                |                  |   |                                      |                  |                  |                  |                  |  |                                    |              |             |             |             |  |                                    |              |       |       |       |  |
|  | Bandera de la Provincia de Salta               | San Antonio             | 3                                              | 4                |   |                                      |                  |                  |                  |                  |  |                                    |              |             |             |             |  |                                    |              |       |       |       |  |
|  | Bandera de la Provincia de Salta               | San Antonio             | 3                                              | 4                |   | Bandera de la Provincia de Salta     | San Antonio      | 4                | 1                |                  |  |                                    |              |             |             |             |  |                                    |              |       |       |       |  |
|  |                                                |                         |                                                |                  |   | Bandera de la Provincia de Salta     | San Antonio      | 4                | 1                |                  |  |                                    |              |             |             |             |  |                                    |              |       |       |       |  |
|  |                                                |                         | Bandera de la Provincia de Jujuy               | Unión Calilegua  | 2 | 1                                    |                  |                  |                  |                  |  |                                    |              |             |             |             |  |                                    |              |       |       |       |  |
|  | Bandera de la Provincia de Jujuy               | Gorriti                 | Bandera de la Provincia de Jujuy               | Unión Calilegua  | 2 | 1                                    | 0                | 0                |                  |                  |  |                                    |              |             |             |             |  |                                    |              |       |       |       |  |
|  | Bandera de la Provincia de Jujuy               | Gorriti                 |                                                |                  |   |                                      |                  |                  |                  |                  |  |                                    |              |             |             |             |  |                                    |              |       |       |       |  |
|  | Bandera de la Provincia de Jujuy               | Unión Calilegua         | 1                                              | 3                |   |                                      |                  |                  |                  |                  |  |                                    |              |             |             |             |  |                                    |              |       |       |       |  |
|  | Bandera de la Provincia de Jujuy               | Unión Calilegua         | 1                                              | 3                |   |                                      |                  |                  |                  |                  |  | Bandera de la Provincia de Salta   | San Antonio  | 2           | 1           |             |  |                                    |              |       |       |       |  |
|  |                                                |                         |                                                |                  |   |                                      |                  |                  |                  |                  |  | Bandera de la Provincia de Salta   | San Antonio  | 2           | 1           |             |  |                                    |              |       |       |       |  |
|  |                                                |                         | Bandera de la Provincia de Tucumán             | San Jorge (T)    | 3 | 7                                    |                  |                  |                  |                  |  |                                    |              |             |             |             |  |                                    |              |       |       |       |  |
|  | Bandera de la Provincia de Salta               | Pellegrini              | Bandera de la Provincia de Tucumán             | San Jorge (T)    | 3 | 7                                    | 1                | 0                |                  |                  |  |                                    |              |             |             |             |  |                                    |              |       |       |       |  |
|  | Bandera de la Provincia de Salta               | Pellegrini              |                                                |                  |   |                                      |                  |                  |                  |                  |  |                                    |              |             |             |             |  |                                    |              |       |       |       |  |
|  | Bandera de la Provincia de Tucumán             | San Jorge (T)           | 5                                              | 5                |   |                                      |                  |                  |                  |                  |  |                                    |              |             |             |             |  |                                    |              |       |       |       |  |
|  | Bandera de la Provincia de Tucumán             | San Jorge (T)           | 5                                              | 5                |   | Bandera de la Provincia de Tucumán   | San Jorge (T)    | 3                | 2                |                  |  |                                    |              |             |             |             |  |                                    |              |       |       |       |  |
|  |                                                |                         |                                                |                  |   | Bandera de la Provincia de Tucumán   | San Jorge (T)    | 3                | 2                |                  |  |                                    |              |             |             |             |  |                                    |              |       |       |       |  |
|  |                                                |                         | Bandera de la Provincia de Santiago del Estero | Mitre (SE)       | 2 | 2                                    |                  |                  |                  |                  |  |                                    |              |             |             |             |  |                                    |              |       |       |       |  |
|  | Bandera de la Provincia de Catamarca           | Unión Aconquija         | Bandera de la Provincia de Santiago del Estero | Mitre (SE)       | 2 | 2                                    | 2                | 1                |                  |                  |  |                                    |              |             |             |             |  |                                    |              |       |       |       |  |
|  | Bandera de la Provincia de Catamarca           | Unión Aconquija         |                                                |                  |   |                                      |                  |                  |                  |                  |  |                                    |              |             |             |             |  |                                    |              |       |       |       |  |
|  | Bandera de la Provincia de Santiago del Estero | Mitre (SE)              | 1                                              | 4                |   |                                      |                  |                  |                  |                  |  |                                    |              |             |             |             |  |                                    |              |       |       |       |  |
|  | Bandera de la Provincia de Santiago del Estero | Mitre (SE)              | 1                                              | 4                |   |                                      |                  |                  |                  |                  |  |                                    |              |             |             |             |  |                                    |              |       |       |       |  |
|  |                                                |                         |                                                |                  |   |                                      |                  |                  |                  |                  |  |                                    |              |             |             |             |  |                                    |              |       |       |       |  |

Nota: En la línea superior de cada llave, figuran los equipos que jugaron los partidos de ida en condición de local.
|                                                                            |
|                                                                            |
| Campeón Huracán (LH) (Ascendido al Torneo Argentino B 2011-12) 1.er título |

### Segundo Ascenso
Definición
|  | Octavos de final                        | Octavos de final       | Octavos de final                      | Octavos de final   | Octavos de final |                                         |                                    | Cuartos de final | Cuartos de final | Cuartos de final | Cuartos de final | Cuartos de final |                                     |                                    | Semifinales    | Semifinales | Semifinales | Semifinales | Semifinales |                                     |                    | Final | Final | Final | Final |  |
|  |                                         |                        |                                       |                    |                  |                                         |                                    |                  |                  |                  |                  |                  |                                     |                                    |                |             |             |             |             |                                     |                    |       |       |       |       |  |
|  |                                         |                        |                                       |                    |                  |                                         |                                    |                  |                  |                  |                  |                  |                                     |                                    |                |             |             |             |             |                                     |                    |       |       |       |       |  |
|  | Bandera de la Provincia de Buenos Aires | Rivadavia (B)          | 3                                     | 0                  |                  |                                         |                                    |                  |                  |                  |                  |                  |                                     |                                    |                |             |             |             |             |                                     |                    |       |       |       |       |  |
|  | Bandera de la Provincia de Buenos Aires | Rivadavia (B)          | 3                                     | 0                  |                  |                                         |                                    |                  |                  |                  |                  |                  |                                     |                                    |                |             |             |             |             |                                     |                    |       |       |       |       |  |
|  | Bandera de la Provincia de Buenos Aires | Independiente (MC)     | 1                                     | 1                  |                  |                                         |                                    |                  |                  |                  |                  |                  |                                     |                                    |                |             |             |             |             |                                     |                    |       |       |       |       |  |
|  | Bandera de la Provincia de Buenos Aires | Independiente (MC)     | 1                                     | 1                  |                  | Bandera de la Provincia de Buenos Aires | Rivadavia (B)                      | 0                | 0                |                  |                  |                  |                                     |                                    |                |             |             |             |             |                                     |                    |       |       |       |       |  |
|  |                                         |                        |                                       |                    |                  | Bandera de la Provincia de Buenos Aires | Rivadavia (B)                      | 0                | 0                |                  |                  |                  |                                     |                                    |                |             |             |             |             |                                     |                    |       |       |       |       |  |
|  |                                         |                        | Bandera de la Provincia de Santa Fe   | Jorge Newbery (VT) | 1                | 7                                       |                                    |                  |                  |                  |                  |                  |                                     |                                    |                |             |             |             |             |                                     |                    |       |       |       |       |  |
|  | Bandera de la Provincia de Buenos Aires | Defensores de Salto    | Bandera de la Provincia de Santa Fe   | Jorge Newbery (VT) | 1                | 7                                       | 1                                  | 0                |                  |                  |                  |                  |                                     |                                    |                |             |             |             |             |                                     |                    |       |       |       |       |  |
|  | Bandera de la Provincia de Buenos Aires | Defensores de Salto    |                                       |                    |                  |                                         |                                    |                  |                  |                  |                  |                  |                                     |                                    |                |             |             |             |             |                                     |                    |       |       |       |       |  |
|  | Bandera de la Provincia de Santa Fe     | Jorge Newbery (VT)     | 2                                     | 1                  |                  |                                         |                                    |                  |                  |                  |                  |                  |                                     |                                    |                |             |             |             |             |                                     |                    |       |       |       |       |  |
|  | Bandera de la Provincia de Santa Fe     | Jorge Newbery (VT)     | 2                                     | 1                  |                  |                                         |                                    |                  |                  |                  |                  |                  | Bandera de la Provincia de Santa Fe | Jorge Newbery (VT)                 | 3              | 3           |             |             |             |                                     |                    |       |       |       |       |  |
|  |                                         |                        |                                       |                    |                  |                                         |                                    |                  |                  |                  |                  |                  | Bandera de la Provincia de Santa Fe | Jorge Newbery (VT)                 | 3              | 3           |             |             |             |                                     |                    |       |       |       |       |  |
|  |                                         |                        | Bandera de la Provincia de Entre Ríos | DEPRO              | 0                | 0                                       |                                    |                  |                  |                  |                  |                  |                                     |                                    |                |             |             |             |             |                                     |                    |       |       |       |       |  |
|  | Bandera de la Provincia de Entre Ríos   | La Academia            | Bandera de la Provincia de Entre Ríos | DEPRO              | 0                | 0                                       | 1                                  | 0                |                  |                  |                  |                  |                                     |                                    |                |             |             |             |             |                                     |                    |       |       |       |       |  |
|  | Bandera de la Provincia de Entre Ríos   | La Academia            |                                       |                    |                  |                                         |                                    |                  |                  |                  |                  |                  |                                     |                                    |                |             |             |             |             |                                     |                    |       |       |       |       |  |
|  | Bandera de la Provincia de Entre Ríos   | Sportivo Las Heras     | 0                                     | 3                  |                  |                                         |                                    |                  |                  |                  |                  |                  |                                     |                                    |                |             |             |             |             |                                     |                    |       |       |       |       |  |
|  | Bandera de la Provincia de Entre Ríos   | Sportivo Las Heras     | 0                                     | 3                  |                  | Bandera de la Provincia de Entre Ríos   | Sportivo Las Heras                 | 1                | 1                | (4)              |                  |                  |                                     |                                    |                |             |             |             |             |                                     |                    |       |       |       |       |  |
|  |                                         |                        |                                       |                    |                  | Bandera de la Provincia de Entre Ríos   | Sportivo Las Heras                 | 1                | 1                | (4)              |                  |                  |                                     |                                    |                |             |             |             |             |                                     |                    |       |       |       |       |  |
|  |                                         |                        | Bandera de la Provincia de Entre Ríos | DEPRO              | 0                | 2                                       | (5)                                |                  |                  |                  |                  |                  |                                     |                                    |                |             |             |             |             |                                     |                    |       |       |       |       |  |
|  | Bandera de la Provincia de Entre Ríos   | DEPRO                  | Bandera de la Provincia de Entre Ríos | DEPRO              | 0                | 2                                       | (5)                                | 3                | 0                |                  |                  |                  |                                     |                                    |                |             |             |             |             |                                     |                    |       |       |       |       |  |
|  | Bandera de la Provincia de Entre Ríos   | DEPRO                  |                                       |                    |                  |                                         |                                    |                  |                  |                  |                  |                  |                                     |                                    |                |             |             |             |             |                                     |                    |       |       |       |       |  |
|  | Bandera de la Provincia de Santa Fe     | Sanjustino             | 1                                     | 1                  |                  |                                         |                                    |                  |                  |                  |                  |                  |                                     |                                    |                |             |             |             |             |                                     |                    |       |       |       |       |  |
|  | Bandera de la Provincia de Santa Fe     | Sanjustino             | 1                                     | 1                  |                  |                                         |                                    |                  |                  |                  |                  |                  |                                     |                                    |                |             |             |             |             | Bandera de la Provincia de Santa Fe | Jorge Newbery (VT) | 0     | 2     |       |       |  |
|  |                                         |                        |                                       |                    |                  |                                         |                                    |                  |                  |                  |                  |                  |                                     |                                    |                |             |             |             |             | Bandera de la Provincia de Santa Fe | Jorge Newbery (VT) | 0     | 2     |       |       |  |
|  |                                         |                        | Bandera de la Provincia de Formosa    | San Martín (F)     | 1                | 3                                       |                                    |                  |                  |                  |                  |                  |                                     |                                    |                |             |             |             |             |                                     |                    |       |       |       |       |  |
|  | Bandera de la Provincia del Chaco       | Resistencia Central    | Bandera de la Provincia de Formosa    | San Martín (F)     | 1                | 3                                       | 2                                  | 1                | (1)              |                  |                  |                  |                                     |                                    |                |             |             |             |             |                                     |                    |       |       |       |       |  |
|  | Bandera de la Provincia del Chaco       | Resistencia Central    |                                       |                    |                  |                                         |                                    |                  |                  |                  |                  |                  |                                     |                                    |                |             |             |             |             |                                     |                    |       |       |       |       |  |
|  | Bandera de la Provincia de Formosa      | San Martín (F)         | 1                                     | 2                  | (4)              |                                         |                                    |                  |                  |                  |                  |                  |                                     |                                    |                |             |             |             |             |                                     |                    |       |       |       |       |  |
|  | Bandera de la Provincia de Formosa      | San Martín (F)         | 1                                     | 2                  | (4)              |                                         | Bandera de la Provincia de Formosa | San Martín (F)   | 1                | 1                | (3)              |                  |                                     |                                    |                |             |             |             |             |                                     |                    |       |       |       |       |  |
|  |                                         |                        |                                       |                    |                  |                                         | Bandera de la Provincia de Formosa | San Martín (F)   | 1                | 1                | (3)              |                  |                                     |                                    |                |             |             |             |             |                                     |                    |       |       |       |       |  |
|  |                                         |                        | Bandera de la Provincia de Salta      | River Plate (E)    | 1                | 1                                       | (0)                                |                  |                  |                  |                  |                  |                                     |                                    |                |             |             |             |             |                                     |                    |       |       |       |       |  |
|  | Bandera de la Provincia de Salta        | River Plate (E)        | Bandera de la Provincia de Salta      | River Plate (E)    | 1                | 1                                       | (0)                                | 1                | 2                | (9)              |                  |                  |                                     |                                    |                |             |             |             |             |                                     |                    |       |       |       |       |  |
|  | Bandera de la Provincia de Salta        | River Plate (E)        |                                       |                    |                  |                                         |                                    |                  |                  | (9)              |                  |                  |                                     |                                    |                |             |             |             |             |                                     |                    |       |       |       |       |  |
|  | Bandera de la Provincia de Salta        | Río Dorado             | 1                                     | 2                  | (8)              |                                         |                                    |                  |                  |                  |                  |                  |                                     |                                    |                |             |             |             |             |                                     |                    |       |       |       |       |  |
|  | Bandera de la Provincia de Salta        | Río Dorado             | 1                                     | 2                  | (8)              |                                         |                                    |                  |                  |                  |                  |                  |                                     | Bandera de la Provincia de Formosa | San Martín (F) | 0           | 0           | (5)         |             |                                     |                    |       |       |       |       |  |
|  |                                         |                        |                                       |                    |                  |                                         |                                    |                  |                  |                  |                  |                  |                                     | Bandera de la Provincia de Formosa | San Martín (F) | 0           | 0           | (5)         |             |                                     |                    |       |       |       |       |  |
|  |                                         |                        | Bandera de la Provincia de Misiones   | Jorge Gibson Brown | 0                | 0                                       | (4)                                |                  |                  |                  |                  |                  |                                     |                                    |                |             |             |             |             |                                     |                    |       |       |       |       |  |
|  | Bandera de la Provincia del Chaco       | Sarmiento (R)          | Bandera de la Provincia de Misiones   | Jorge Gibson Brown | 0                | 0                                       | (4)                                | 2                | 1                |                  |                  |                  |                                     |                                    |                |             |             |             |             |                                     |                    |       |       |       |       |  |
|  | Bandera de la Provincia del Chaco       | Sarmiento (R)          |                                       |                    |                  |                                         |                                    |                  |                  |                  |                  |                  |                                     |                                    |                |             |             |             |             |                                     |                    |       |       |       |       |  |
|  | Bandera de la Provincia de Corrientes   | Ferroviario (C)        | 0                                     | 1                  |                  |                                         |                                    |                  |                  |                  |                  |                  |                                     |                                    |                |             |             |             |             |                                     |                    |       |       |       |       |  |
|  | Bandera de la Provincia de Corrientes   | Ferroviario (C)        | 0                                     | 1                  |                  | Bandera de la Provincia del Chaco       | Sarmiento (R)                      | 2                | 0                |                  |                  |                  |                                     |                                    |                |             |             |             |             |                                     |                    |       |       |       |       |  |
|  |                                         |                        |                                       |                    |                  | Bandera de la Provincia del Chaco       | Sarmiento (R)                      | 2                | 0                |                  |                  |                  |                                     |                                    |                |             |             |             |             |                                     |                    |       |       |       |       |  |
|  |                                         |                        | Bandera de la Provincia de Misiones   | Jorge Gibson Brown | 1                | 2                                       |                                    |                  |                  |                  |                  |                  |                                     |                                    |                |             |             |             |             |                                     |                    |       |       |       |       |  |
|  | Bandera de la Provincia del Chaco       | Centro Juvenil Agrario | Bandera de la Provincia de Misiones   | Jorge Gibson Brown | 1                | 2                                       | 0                                  | 2                |                  |                  |                  |                  |                                     |                                    |                |             |             |             |             |                                     |                    |       |       |       |       |  |
|  | Bandera de la Provincia del Chaco       | Centro Juvenil Agrario |                                       |                    |                  |                                         |                                    |                  |                  |                  |                  |                  |                                     |                                    |                |             |             |             |             |                                     |                    |       |       |       |       |  |
|  | Bandera de la Provincia de Misiones     | Jorge Gibson Brown     | 2                                     | 4                  |                  |                                         |                                    |                  |                  |                  |                  |                  |                                     |                                    |                |             |             |             |             |                                     |                    |       |       |       |       |  |
|  | Bandera de la Provincia de Misiones     | Jorge Gibson Brown     | 2                                     | 4                  |                  |                                         |                                    |                  |                  |                  |                  |                  |                                     |                                    |                |             |             |             |             |                                     |                    |       |       |       |       |  |
|  |                                         |                        |                                       |                    |                  |                                         |                                    |                  |                  |                  |                  |                  |                                     |                                    |                |             |             |             |             |                                     |                    |       |       |       |       |  |

Nota: En la línea superior de cada llave, figuran los equipos que jugaron los partidos de ida en condición de local.
|                                                                              |
|                                                                              |
| Campeón San Martín (F) (Ascendido al Torneo Argentino B 2011-12) 1.er título |

### Tercer Ascenso
Definición
|  | Octavos de final                        | Octavos de final   | Octavos de final                        | Octavos de final   | Octavos de final |                                         |                                         | Cuartos de final | Cuartos de final | Cuartos de final | Cuartos de final |                                         |                    | Semifinales | Semifinales | Semifinales | Semifinales |  |                                         | Final       | Final | Final | Final |  |
|  |                                         |                    |                                         |                    |                  |                                         |                                         |                  |                  |                  |                  |                                         |                    |             |             |             |             |  |                                         |             |       |       |       |  |
|  |                                         |                    |                                         |                    |                  |                                         |                                         |                  |                  |                  |                  |                                         |                    |             |             |             |             |  |                                         |             |       |       |       |  |
|  | Bandera de la Provincia de Buenos Aires | Sarmiento (A)      | 0                                       | 2                  |                  |                                         |                                         |                  |                  |                  |                  |                                         |                    |             |             |             |             |  |                                         |             |       |       |       |  |
|  | Bandera de la Provincia de Buenos Aires | Sarmiento (A)      | 0                                       | 2                  |                  |                                         |                                         |                  |                  |                  |                  |                                         |                    |             |             |             |             |  |                                         |             |       |       |       |  |
|  | Bandera de la Provincia de Buenos Aires | El Fortín          | 4                                       | 6                  |                  |                                         |                                         |                  |                  |                  |                  |                                         |                    |             |             |             |             |  |                                         |             |       |       |       |  |
|  | Bandera de la Provincia de Buenos Aires | El Fortín          | 4                                       | 6                  |                  | Bandera de la Provincia de Buenos Aires | El Fortín                               | 1                | 0                |                  |                  |                                         |                    |             |             |             |             |  |                                         |             |       |       |       |  |
|  |                                         |                    |                                         |                    |                  | Bandera de la Provincia de Buenos Aires | El Fortín                               | 1                | 0                |                  |                  |                                         |                    |             |             |             |             |  |                                         |             |       |       |       |  |
|  |                                         |                    | Bandera de la Provincia de Buenos Aires | Kimberley          | 2                | 2                                       |                                         |                  |                  |                  |                  |                                         |                    |             |             |             |             |  |                                         |             |       |       |       |  |
|  | Bandera de la Provincia de Buenos Aires | Chascomús          | Bandera de la Provincia de Buenos Aires | Kimberley          | 2                | 2                                       | 0                                       | 1                |                  |                  |                  |                                         |                    |             |             |             |             |  |                                         |             |       |       |       |  |
|  | Bandera de la Provincia de Buenos Aires | Chascomús          |                                         |                    |                  |                                         |                                         |                  |                  |                  |                  |                                         |                    |             |             |             |             |  |                                         |             |       |       |       |  |
|  | Bandera de la Provincia de Buenos Aires | Kimberley          | 2                                       | 0                  |                  |                                         |                                         |                  |                  |                  |                  |                                         |                    |             |             |             |             |  |                                         |             |       |       |       |  |
|  | Bandera de la Provincia de Buenos Aires | Kimberley          | 2                                       | 0                  |                  |                                         |                                         |                  |                  |                  |                  | Bandera de la Provincia de Buenos Aires | Kimberley          | 0           | 2           |             |             |  |                                         |             |       |       |       |  |
|  |                                         |                    |                                         |                    |                  |                                         |                                         |                  |                  |                  |                  | Bandera de la Provincia de Buenos Aires | Kimberley          | 0           | 2           |             |             |  |                                         |             |       |       |       |  |
|  |                                         |                    | Bandera de la Provincia de Buenos Aires | Once Tigres        | 1                | 4                                       |                                         |                  |                  |                  |                  |                                         |                    |             |             |             |             |  |                                         |             |       |       |       |  |
|  | Bandera de la Provincia de Buenos Aires | Huracán (CT)       | Bandera de la Provincia de Buenos Aires | Once Tigres        | 1                | 4                                       | 0                                       | 2                |                  |                  |                  |                                         |                    |             |             |             |             |  |                                         |             |       |       |       |  |
|  | Bandera de la Provincia de Buenos Aires | Huracán (CT)       |                                         |                    |                  |                                         |                                         |                  |                  |                  |                  |                                         |                    |             |             |             |             |  |                                         |             |       |       |       |  |
|  | Bandera de la Provincia de Buenos Aires | Once Tigres        | 3                                       | 2                  |                  |                                         |                                         |                  |                  |                  |                  |                                         |                    |             |             |             |             |  |                                         |             |       |       |       |  |
|  | Bandera de la Provincia de Buenos Aires | Once Tigres        | 3                                       | 2                  |                  | Bandera de la Provincia de Buenos Aires | Once Tigres                             | 1                | 2                |                  |                  |                                         |                    |             |             |             |             |  |                                         |             |       |       |       |  |
|  |                                         |                    |                                         |                    |                  | Bandera de la Provincia de Buenos Aires | Once Tigres                             | 1                | 2                |                  |                  |                                         |                    |             |             |             |             |  |                                         |             |       |       |       |  |
|  |                                         |                    | Bandera de la Provincia de Buenos Aires | Bragado Club       | 0                | 0                                       |                                         |                  |                  |                  |                  |                                         |                    |             |             |             |             |  |                                         |             |       |       |       |  |
|  | Bandera de la Provincia de Buenos Aires | Camioneros (GR)    | Bandera de la Provincia de Buenos Aires | Bragado Club       | 0                | 0                                       | 1                                       | 2                | (3)              |                  |                  |                                         |                    |             |             |             |             |  |                                         |             |       |       |       |  |
|  | Bandera de la Provincia de Buenos Aires | Camioneros (GR)    |                                         |                    |                  |                                         |                                         |                  | (3)              |                  |                  |                                         |                    |             |             |             |             |  |                                         |             |       |       |       |  |
|  | Bandera de la Provincia de Buenos Aires | Bragado Club       | 1                                       | 2                  | (4)              |                                         |                                         |                  |                  |                  |                  |                                         |                    |             |             |             |             |  |                                         |             |       |       |       |  |
|  | Bandera de la Provincia de Buenos Aires | Bragado Club       | 1                                       | 2                  | (4)              |                                         |                                         |                  |                  |                  |                  |                                         |                    |             |             |             |             |  | Bandera de la Provincia de Buenos Aires | Once Tigres | 2     | 1     |       |  |
|  |                                         |                    |                                         |                    |                  |                                         |                                         |                  |                  |                  |                  |                                         |                    |             |             |             |             |  | Bandera de la Provincia de Buenos Aires | Once Tigres | 2     | 1     |       |  |
|  |                                         |                    | Bandera de la Provincia de La Pampa     | Alvear FBC         | 1                | 0                                       |                                         |                  |                  |                  |                  |                                         |                    |             |             |             |             |  |                                         |             |       |       |       |  |
|  | Bandera de la Provincia del Neuquén     | Maronese           | Bandera de la Provincia de La Pampa     | Alvear FBC         | 1                | 0                                       | 1                                       | 2                |                  |                  |                  |                                         |                    |             |             |             |             |  |                                         |             |       |       |       |  |
|  | Bandera de la Provincia del Neuquén     | Maronese           |                                         |                    |                  |                                         |                                         |                  |                  |                  |                  |                                         |                    |             |             |             |             |  |                                         |             |       |       |       |  |
|  | Bandera de la Provincia del Chubut      | Racing Club (T)    | 2                                       | 3                  |                  |                                         |                                         |                  |                  |                  |                  |                                         |                    |             |             |             |             |  |                                         |             |       |       |       |  |
|  | Bandera de la Provincia del Chubut      | Racing Club (T)    | 2                                       | 3                  |                  | Bandera de la Provincia del Chubut      | Racing Club (T)                         | 0                | 0                |                  |                  |                                         |                    |             |             |             |             |  |                                         |             |       |       |       |  |
|  |                                         |                    |                                         |                    |                  | Bandera de la Provincia del Chubut      | Racing Club (T)                         | 0                | 0                |                  |                  |                                         |                    |             |             |             |             |  |                                         |             |       |       |       |  |
|  |                                         |                    | Bandera de la Provincia del Chubut      | Jorge Newbery (CR) | 1                | 2                                       |                                         |                  |                  |                  |                  |                                         |                    |             |             |             |             |  |                                         |             |       |       |       |  |
|  | Bandera de la Provincia de Santa Cruz   | Estrella del Sur   | Bandera de la Provincia del Chubut      | Jorge Newbery (CR) | 1                | 2                                       | 1                                       | 1                |                  |                  |                  |                                         |                    |             |             |             |             |  |                                         |             |       |       |       |  |
|  | Bandera de la Provincia de Santa Cruz   | Estrella del Sur   |                                         |                    |                  |                                         |                                         |                  |                  |                  |                  |                                         |                    |             |             |             |             |  |                                         |             |       |       |       |  |
|  | Bandera de la Provincia del Chubut      | Jorge Newbery (CR) | 2                                       | 1                  |                  |                                         |                                         |                  |                  |                  |                  |                                         |                    |             |             |             |             |  |                                         |             |       |       |       |  |
|  | Bandera de la Provincia del Chubut      | Jorge Newbery (CR) | 2                                       | 1                  |                  |                                         |                                         |                  |                  |                  |                  | Bandera de la Provincia del Chubut      | Jorge Newbery (CR) | 0           | 0           |             |             |  |                                         |             |       |       |       |  |
|  |                                         |                    |                                         |                    |                  |                                         |                                         |                  |                  |                  |                  | Bandera de la Provincia del Chubut      | Jorge Newbery (CR) | 0           | 0           |             |             |  |                                         |             |       |       |       |  |
|  |                                         |                    | Bandera de la Provincia de La Pampa     | Alvear FBC         | 0                | 4                                       |                                         |                  |                  |                  |                  |                                         |                    |             |             |             |             |  |                                         |             |       |       |       |  |
|  | Bandera de la Provincia del Río Negro   | Independiente (RC) | Bandera de la Provincia de La Pampa     | Alvear FBC         | 0                | 4                                       | 0                                       | 1                | (2)              |                  |                  |                                         |                    |             |             |             |             |  |                                         |             |       |       |       |  |
|  | Bandera de la Provincia del Río Negro   | Independiente (RC) |                                         |                    |                  |                                         |                                         |                  | (2)              |                  |                  |                                         |                    |             |             |             |             |  |                                         |             |       |       |       |  |
|  | Bandera de la Provincia de Buenos Aires | Once Corazones     | 1                                       | 0                  | (4)              |                                         |                                         |                  |                  |                  |                  |                                         |                    |             |             |             |             |  |                                         |             |       |       |       |  |
|  | Bandera de la Provincia de Buenos Aires | Once Corazones     | 1                                       | 0                  | (4)              |                                         | Bandera de la Provincia de Buenos Aires | Once Corazones   | 0                | 0                |                  |                                         |                    |             |             |             |             |  |                                         |             |       |       |       |  |
|  |                                         |                    |                                         |                    |                  |                                         | Bandera de la Provincia de Buenos Aires | Once Corazones   | 0                | 0                |                  |                                         |                    |             |             |             |             |  |                                         |             |       |       |       |  |
|  |                                         |                    | Bandera de la Provincia de La Pampa     | Alvear FBC         | 1                | 1                                       |                                         |                  |                  |                  |                  |                                         |                    |             |             |             |             |  |                                         |             |       |       |       |  |
|  | Bandera de la Provincia de La Pampa     | All Boys (SR)      | Bandera de la Provincia de La Pampa     | Alvear FBC         | 1                | 1                                       | 2                                       | 1                |                  |                  |                  |                                         |                    |             |             |             |             |  |                                         |             |       |       |       |  |
|  | Bandera de la Provincia de La Pampa     | All Boys (SR)      |                                         |                    |                  |                                         |                                         |                  |                  |                  |                  |                                         |                    |             |             |             |             |  |                                         |             |       |       |       |  |
|  | Bandera de la Provincia de La Pampa     | Alvear FBC         | 2                                       | 2                  |                  |                                         |                                         |                  |                  |                  |                  |                                         |                    |             |             |             |             |  |                                         |             |       |       |       |  |
|  | Bandera de la Provincia de La Pampa     | Alvear FBC         | 2                                       | 2                  |                  |                                         |                                         |                  |                  |                  |                  |                                         |                    |             |             |             |             |  |                                         |             |       |       |       |  |
|  |                                         |                    |                                         |                    |                  |                                         |                                         |                  |                  |                  |                  |                                         |                    |             |             |             |             |  |                                         |             |       |       |       |  |

Nota: En la línea superior de cada llave, figuran los equipos que jugaron los partidos de ida en condición de local.
|                                                                           |
|                                                                           |
| Campeón Once Tigres (Ascendido al Torneo Argentino B 2011-12) 1.er título |

## Intercambios de plazas
Tras definirse los tres campeones y ascendidos al Torneo Argentino B 2011-12, los equipos finalistas por cada ascenso jugaron una promoción de ascenso con tres equipos del Torneo Argentino B 2010-11, promediados para esa instancia.

### Ascensos
- Huracán Las Heras
- Club Sportivo General San Martín
- Club Atlético Once Tigres

### Promociones
- San Jorge (T)
- Jorge Newbery (VT)
- Alvear FC (IA)

### Promedios del descenso del Torneo Argentino B 2010-11
| #           | Equipos                                                             | Promedios   |
| ----------- | ------------------------------------------------------------------- | ----------- |
| 42          | Club Bella Vista                                                    | 1,125       |
| 43          | Club Deportivo Cruz del Sur                                         | 1,100       |
| 44          | Club Atlético Famaillá                                              | 1,083       |
| 45          | Club Atlético Concepción                                            | 1,083       |
| 46          | Club Atlético Independiente                                         | 0,950       |
| 47          | Club Atlético Juventud                                              | 0,916       |
| 48          | Club Atlético Argentino (25M)                                       | 0,333       |
| Referencias |                                                                     |             |
| #           | Significado                                                         | Significado |
|             | Jugaron promociones con los finalistas del Torneo del Interior 2011 |             |
|             | Descendieron al Torneo del Interior 2012                            |             |

### Llaves de Promoción
Fueron jugada entre los finalistas por los ascensos directos y los tres equipos del Torneo Argentino B 2010-11, que por sus promedios finalizaron en Zona de Promoción. Cada llave se disputó en partidos de ida y vuelta, iniciando como local el equipo proveniente de la categoría inferior y definiendo en esa condición, el proveniente de la categoría superior. El reglamento de promoción fue el mismo establecido por la Asociación del Fútbol Argentino, mediante el cual el equipo que se imponga en el resultado global de la llave al cabo de los dos partidos, ganaba el derecho de jugar en la temporada siguiente en la categoría superior, por lo que en caso de imponerse el equipo de la categoría superior permanecía en la misma, mientras que en caso de hacerlo el de la categoría inferior, provocaba su ascenso y el descenso de su oponente. En caso de producirse empate global, el equipo de la categoría superior se quedaba con el derecho de permanecer en su categoría, por ventaja deportiva frente a su oponente.

#### Promoción 1
| Promoción Ida                                                           | Promoción Ida | Promoción Ida | Promoción Ida |
| Fecha                                                                   | Local         | Resultados    | Visitante     |
| ----------------------------------------------------------------------- | ------------- | ------------- | ------------- |
| 11-06-2011                                                              | San Jorge (T) | 3-2           | Cruz del Sur  |
|                                                                         |               |               |               |
| Promoción Vuelta                                                        |               |               |               |
| Fecha                                                                   | Local         | Resultados    | Visitante     |
| 19-06-2011                                                              | Cruz del Sur  | 3-1           | San Jorge (T) |
|                                                                         |               |               |               |
| Cruz del Sur mantuvo la categoría, tras imponerse por un global de 5-4. |               |               |               |

#### Promoción 2
| Promoción Ida                                                                                             | Promoción Ida    | Promoción Ida | Promoción Ida    |
| Fecha | Local            | Resultados    | Visitante        |
| --- | ---------------- | ------------- | ---------------- |
| 12-06-2011                                                                                                | Alvear FBC (IA)  | 0-0           | Concepción (BRS) |
| |                  |               |                  |
| Promoción Vuelta                                                                                          |                  |               |                  |
| Fecha | Local            | Resultados    | Visitante        |
| 19-06-2011                                                                                                | Concepción (BRS) | 1-1           | Alvear FBC (IA)  |
| |                  |               |                  |
| Concepción (BRS) mantuvo la categoría beneficiado por su ventaja deportiva, tras empatar globalmente 1-1. |                  |               |                  |

#### Promoción 3

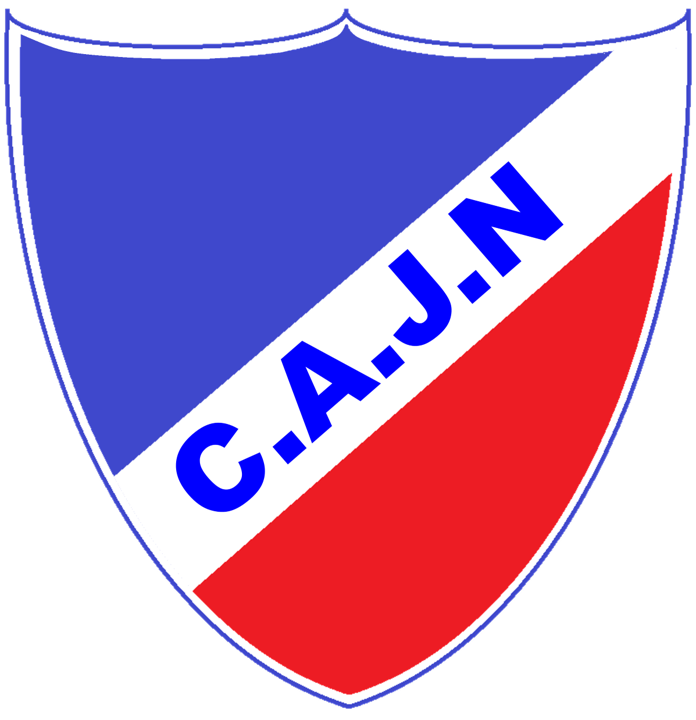
Club Atlético Jorge Newbery (VT) (Ascendido al Torneo Argentino B 2011-12.)

| Promoción Ida | Promoción Ida      | Promoción Ida | Promoción Ida      |
| Fecha | Local              | Resultados    | Visitante          |
| --- | ------------------ | ------------- | ------------------ |
| 19-06-2011 | Jorge Newbery (VT) | 3-0           | Famaillá           |
| |                    |               |                    |
| Promoción Vuelta                                                                                                   |                    |               |                    |
| Fecha | Local              | Resultados    | Visitante          |
| 26-06-2011 | Famaillá           | 0-1           | Jorge Newbery (VT) |
| |                    |               |                    |
| Jorge Newbery (VT) ascendió al Torneo Argentino B 2011-12. Atlético Famaillá descendió al Torneo del Interior 2012 |                    |               |                    |

- Club Atlético Jorge Newbery (VT)
(Ascendido al Torneo Argentino B 2011-12.)

### Ascensos por reestructuración del Torneo Argentino B
A raíz de las dificultades surgidas a la hora de armar las diferentes zonas de la Primera fase del Torneo Argentino B 2010-11 y luego de que los ascensos y descensos producidos en dicha temporada, crearan grandes disparidades en la cantidad de equipos por región, tornando económicamente imposible para muchas instituciones costear los gastos de largos viajes, el Consejo Federal resolvió reconfigurar el Torneo Argentino B, ampliando el número de equipos de los 48 originales a 60.
Para seleccionar a los equipos se tomó como parámetro la performance en el Torneo del Interior 2011, además de condiciones como infraestructura y convocatoria. De esta forma, fueron ascendidos los siguientes clubes: 
| Ascensos por reestructuración | Ascensos por reestructuración | Ascensos por reestructuración           | Ascensos por reestructuración          |
| #                             | Escudos                       | Equipos                                 | Posición final en el TDI 2011          |
| ----------------------------- | ----------------------------- | --------------------------------------- | -------------------------------------- |
| 1                             |                               | Club Social y Deportivo San Jorge (T)   | Finalista por el primer ascenso        |
| 2                             |                               | Alvear Foot Ball Club (IA)              | Finalista por el tercer ascenso        |
| 3                             |                               | Club Sportivo Villa Cubas               | Semifinalista por el primer ascenso    |
| 4                             |                               | Club Defensores de Pronunciamiento      | Semifinalista por el segundo ascenso   |
| 5                             |                               | Club Deportivo Jorge Gibson Brown       | Semifinalista por el segundo ascenso   |
| 6                             |                               | Club Atlético Jorge Newbery (CR)        | Semifinalista por el tercer ascenso    |
| 7                             |                               | Club Atlético Mitre (SE)                | Cuartifinalista por el primer ascenso  |
| 8                             |                               | Club Atlético Aeronáutico Sarmiento (L) | Cuartifinalista por el primer ascenso  |
| 9                             |                               | Club Atlético Sarmiento (R)             | Cuartifinalista por el segundo ascenso |
| 10                            |                               | Club Sportivo Las Heras                 | Cuartifinalista por el segundo ascenso |
| 11                            |                               | Asociación Civil Racing Club (T)        | Cuartifinalista por el tercer ascenso  |
| 12                            |                               | Club Atlético Maronese                  | Octofinalista por el tercer ascenso    |